# 潤娥
林潤妸（韩语：／ Lim Yoon-a，1990年5月30日—），藝名潤娥，韓國女歌手、主持人及演員，畢業於東國大學，為韓國女子團體少女時代成員及子團少女時代-Oh! GG的隊長，隊內擔當門面、Center、副唱、副舞、副饒舌。
2002年，潤娥參加SM娛樂在首爾市舉辦的Saturday Open Casting Audition試鏡會，獲得甄選合格，進入該公司當練習生。出道前在前輩東方神起的MV首次亮相。接着她先後在前輩天上智喜、Super Junior等的MV亮相。2007年7月22日，潤娥在MBC連續劇9回末2出局中，以演員身份先行出道。2007年8月5日以女子團體少女時代出道，在隊內擔任中心、副唱、領舞、門面。2018年與太妍、Sunny、孝淵及俞利組成少女時代子團少女時代-Oh! GG，並擔任該子團的隊長。
作為演員，潤娥個人先行出道，自2008年起先後主演《你是我的命運》、《男版灰姑娘》、《愛情雨》、《總理與我》、《武神趙子龍》、《THE K2》、《戀愛中的王》、《極限逃生》、《Hush》、《黑話律師》、《秘密任務》、《秘密任務2》等影視作品，並獲得多個人氣獎及演藝大獎。除了音樂、表演領域，從2009年起，潤娥就開始亮相主持大型頒獎禮及其他眾多慶典活動。亦因有接不完的廣告代言而被稱為「CF Queen」。

## 个人背景

### 生活
1990年5月30日，潤娥出生於韓國的首爾特別市永登浦區。
2019年1月韓國媒體報導，潤娥與家人居住在江南區三成洞，於2018年1月以23億韓圜另購入同地區Lotte Castle Premier 約51坪豪華公寓，同年10月再以100億韓圜購入清潭洞地上4層地下2層之商業大樓（土地面積141.48坪，總建築使用面積442.42坪），每月獲得3千萬韓元（約27000元美金）的租金收入。
2023年7月韓國媒體報導，潤娥於2022年2月以57億韓圜無貸款的方式，全額現金購買江南區清潭洞Mark Hills Cheongdam 1期約78.7坪豪華公寓，該公寓為2棟地上22層，地下2層建築物組成，層高3公尺以上，每層一戶，計有38户，每戶擁有獨立電梯及陽台。

### 學歷

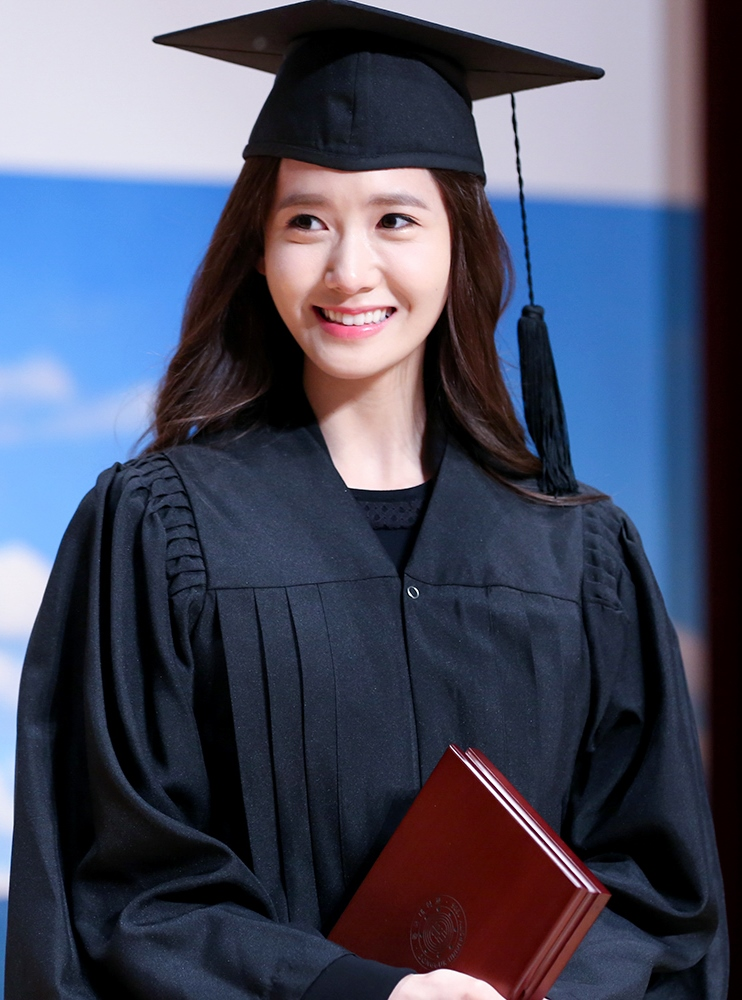
2015年，潤娥畢業於東國大學戲劇電影學系

潤娥曾就讀新英小學、嶺南中學、大永高中，並獲得特別娛樂才能獎 。
她畢業於東國大學戲劇電影學系（2009年－2015年），並獲得功勞獎，2014年擔任韓國東國大學宣傳大使。
2019年12月，潤娥參加漢語水平口語考試（中等），並獲得合格成績。

### 車輛
潤娥曾駕駛福斯汽車的大众尚酷型號小跑車，售價約4,800萬韓元。現時潤娥駕駛的車輛是保時捷的Cayenne GTS型號，售價由1.13億至1.5億韓元不等。

### 感情生活
2014年1月1日，潤娥與李昇基被曝熱戀，隨後雙方公開承認戀情，兩人已交往四個月。李昇基多年來一直公開表示潤娥是理想拍拖類型。2015年8月13日，韓媒《STARNEWS》爆出兩人在交往了一年八個月後決定分手的消息。SM娛樂也跟著發出了正式聲明，指出兩人確實已經和平分手，主因是工作聚少離多，因此決定回到單純的前後輩身分，未來還會是好朋友。

## 經歷與成就

### 早期生涯
練習生時期即出演多部MV及廣告
1990年5月30日，潤娥出生於韓國的首爾特別市永登浦區。成長過程中，深受S.E.S.影響，夢想成為一名歌手。2002年，潤娥國小六年級便參加SM娛樂在首爾市舉辦的Saturday Open Casting Audition試鏡會，當場唱慢歌卻跳小甜甜布蘭妮的《愛的再告白》，展現出反轉魅力而當場獲得甄選合格，於2002年12月進入SM娛樂公司當練習生。潤娥度過了四年多的練習生生涯，每天需接受五個小時以上的歌舞和演技訓練。在她練習生的日子裡曾經想過放棄唱歌並追求演藝生涯，SM編排舞蹈沈在元老師說服她，她擁有“優秀的跳舞技巧”放棄成為歌手是一種浪費。他還認為她是組合中最好的女舞者。特別的是，雖然潤娥沒有一個廣泛的聲音範圍，但被評論家描述擁有一個“非常甜美的聲音”。出道前在前輩東方神起《魔法之城》的MV首次亮相。
接着她先後在前輩天上智喜《My Everything》、Super Junior《U》、《Marry U》等的MV亮相。2006年，成為東方神起第一場演唱會的嘉賓。在2007年正式出道之前，潤娥出演了化妝品、校服、飲料、電池等多部電視廣告，出道前已相當有人氣。

### 2007－2009：以演員及少女時代出道、百想獲獎
首部電視劇《9局下2出局》出演惡役、首部主演電視劇《你是我的命運》獲百想最佳新人女演員與人氣女演員獎、首度主持年末特別節目
2007年7月22日，潤娥首次出演電視劇，在MBC連續劇《9局下2出局》22日播出的片尾中出场，擔任劇中的第三女主角辛珠英，以演員身份先行出道。然後在2007年8月5日隨女子組合少女時代以歌手身份出道。出道初期，少女時代的其他成員知名度不高，潤娥積極參與音樂影片以及電視廣告的拍攝工作，受到不少觀眾的關注，使得少女時代漸漸為人所熟悉，有「Center Yoona」的稱號。
2008年，1月出演歌手李承哲的歌曲《告白》MV。2月2日，潤娥在MBC連續劇《絕色美警朴真今》中擔任劇中的配角敏爱。3月獲邀為時裝秀首次作為模特登台走秀
。4月與朴載正、孔賢珠、李必模等共同主演了由金明旭執導的KBS連續劇《你是我的命運》。5月5日播出《你是我的命運》是潤娥首次擔任電視劇的女主角，劇中飾演性格開朗善良的孤兒“張世碧”。該劇創下破30%的高收視率，大結局更以40.3%的全國收視率穩居榜首，連續4周蟬聯全國收視冠軍。潤娥憑此劇，於2008年12月31日獲得KBS演技大賞最佳女新人獎、人氣獎，於2009年2月27日獲得《第45屆百想藝術大賞》電視劇部門-最佳新人女演員、人氣女演員兩個獎項。
2009年，潤娥在大永高等學校畢業，同年2月26日潤娥參加大學入學測驗，順利被東國大學戲劇電影學系錄取。同年4月15日，潤娥在MBC連續劇《男版灰姑娘》中跟權相佑一起同台演出。潤娥並憑此劇蟬聯第46屆百想藝術大獎人氣女演員獎。

### 2010－2013：人氣高漲與戲劇演出
綜藝《家族誕生2》、電視劇《愛情雨》及《總理與我》、首度海外代言

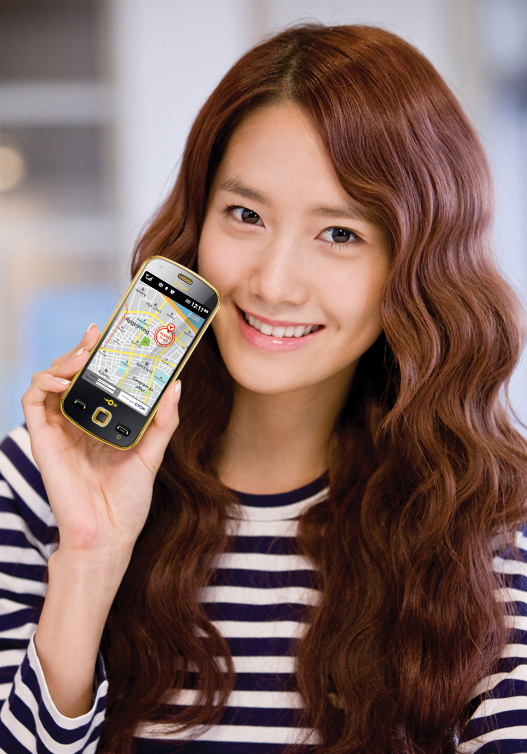
2010年，潤娥擔任LG的代言人

2010年2月21日，潤娥在SBS綜藝節目《家族誕生2》中擔任固定主持人。5月2日，與成員太妍、Jessica、Sunny、Tiffany、俞利及徐玄聯同男子組合2PM，合唱韓國水上樂園加勒比海灣的廣告歌曲《Cabi Song》。8月30日，獲邀為彩妝品牌《INNISFREE》主唱一首廣告歌《悦詩風吟的一日》，此曲為潤娥首次獨唱的歌。11月18日，潤娥與襪子樂團為彩妝品牌《Innisfree》一起演唱聖誕節廣告歌曲《Green Christmas》。

2011年12月24日，在KBS演藝大賞頒獎典禮中擔主持人之一。並在12月29日，與李昇基、宋智孝三人在SBS歌謠大戰頒獎典禮中擔任主持人。

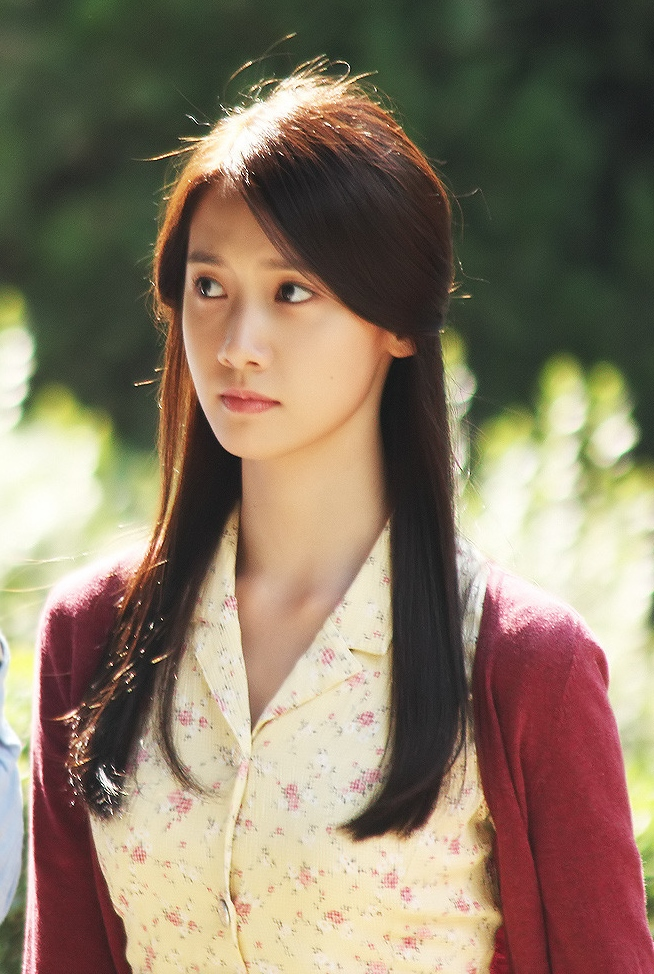
2011年9月份拍摄《爱情雨》

2012年2月，潤娥與同為少女時代的成員Tiffany及徐玄獲邀代表韓國到英國倫敦出席 2012 F/W Burberry Prorsum 女裝系列時裝秀。3月26日，潤娥搭檔張根碩主演KBS連續劇《愛情雨》首播，潤娥在劇中分別飾演清純女大學生金允熙和明朗柔軟還有點囉嗦的少女鄭荷娜，該劇銷往台灣、中國大陸、日本、香港、馬來西亞、新加坡以及歐美等12地區 。並以1000萬美元出售給日本，是當時KBS戲劇的第二高價，展現潤娥海外的高人氣。此劇深受日本粉絲喜愛，決定將20集精彩片段重新剪輯成電影版9月在日本上映。
2012年12月28日，潤娥跟鄭容和、成詩京三人一起在2012 KBS 歌謠大祭典（2012 KBS Gayo Celebration）頒獎典禮中擔任主持人。
2013年10月23日，潤娥海外首度代言隱形眼鏡，成為愛爾康台灣地區的全新品牌代言人。2013年12月9日，與演員李凡秀主演連續劇《總理與我》，飾演一名28歲的女記者南多靜 。並憑此劇獲得KBS演技大賞迷你劇 女子優秀演技賞，該劇在中國、泰國亦有不少的人氣。

### 2014－2015：海外人氣、首位加入高額捐款者聯盟的藝人
海外高人氣、首度拍攝中國電視劇、第一位加入Honor Society(高額捐款者聯盟)的藝人、當選模範納稅人獲總統獎章、受總統邀請參加青瓦台午宴

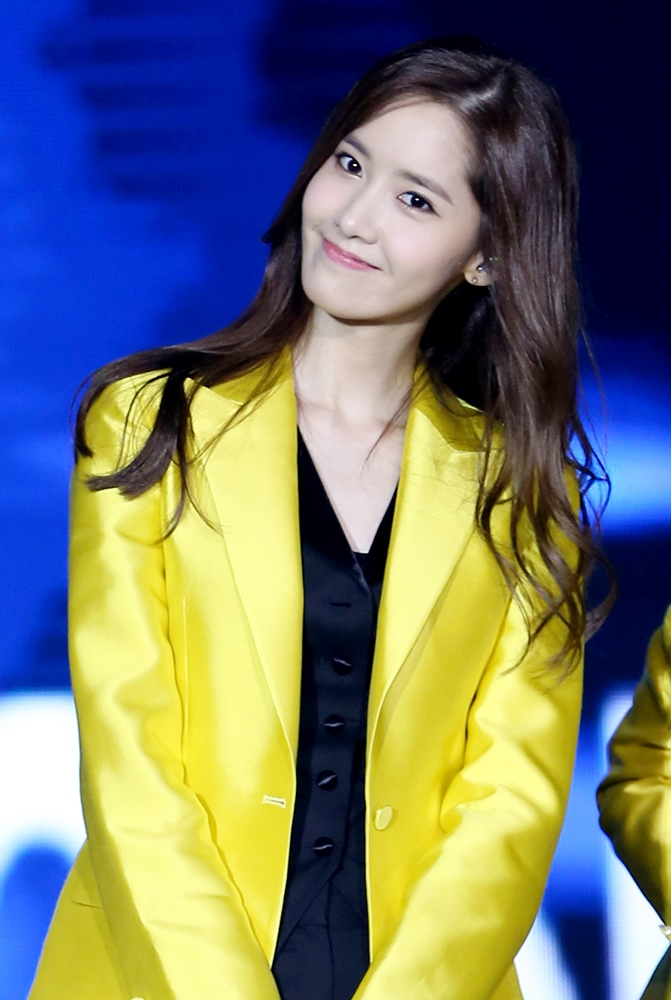
2014年，在香港的潤娥

2014年，潤娥擔任東國大學宣傳大使。同年，SM娛樂宣布潤娥初次挑戰中國電視劇，出演《武神趙子龍》。該劇講述《三國演義》中英雄趙子龍的歷史故事。以歷史背景展開個性鮮明的人物之間戰爭、愛情、成長的故事，於明年8月湖南衛視播出。潤娥在劇中飾演女主角，與林更新、金楨勳共同演出。潤娥從2015年1月起到中國進行該劇拍攝工作，這是其首次來中國拍戲。6月，潤娥受邀出席在迪拜舉行的Chanel香奈兒2015早春發佈會。8月26日，潤娥獨自前往泰國PPTV宣傳總理與我的粉絲見面會《YoonA and I Fans Meeting》。潤娥以VIP的身份邀請前往香港參加名牌珠寶的活動。9月27日在首爾瑞草文化藝術公園舉行“Innisfree Play Green Festival 2014”。亦受邀出席法國的品牌Roger Vivier女鞋活動來當貴賓，及出席倫敦拉爾夫·勞倫專賣店開幕活動。11月27日，「UNIHERO」活動宣傳大使委任式於在首爾UNICEF韓國委員會舉行，潤娥作為宣傳大使出席活動。
2015年，潤娥成為2015年第一位加入Honor Society(高額捐款者聯盟)的藝人。潤娥從2010年起每年年末都捐款幫助低收入人群。
2015年3月，潤娥因積極納稅、心繋社會志願活動被評為模範納稅人，並於第49屆納稅人之日被授予總統獎章，與宋承憲一同成為誠實納稅宣傳大使。美國著名商業雜誌《富比士》在稅捐專欄中發布名為《"Beep, Beep" — Korean Singer YoonA Wins Model Taxpayer Award》的文章，讚賞潤娥年紀輕輕就有很好的事業成就外，也善盡對於國家的義務。5月8日推出潤娥與李敏鎬為innisfree品牌商品拍攝的「夏日戀曲」網路劇。潤娥以首爾中區名譽宣傳大使參加由韓國政府舉辦的的夜間慶典「貞洞夜行」，另外她亦參與於東大門設計廣場 (DDP) 舉行的《2015-2016 CHANEL Cruise Collection》。

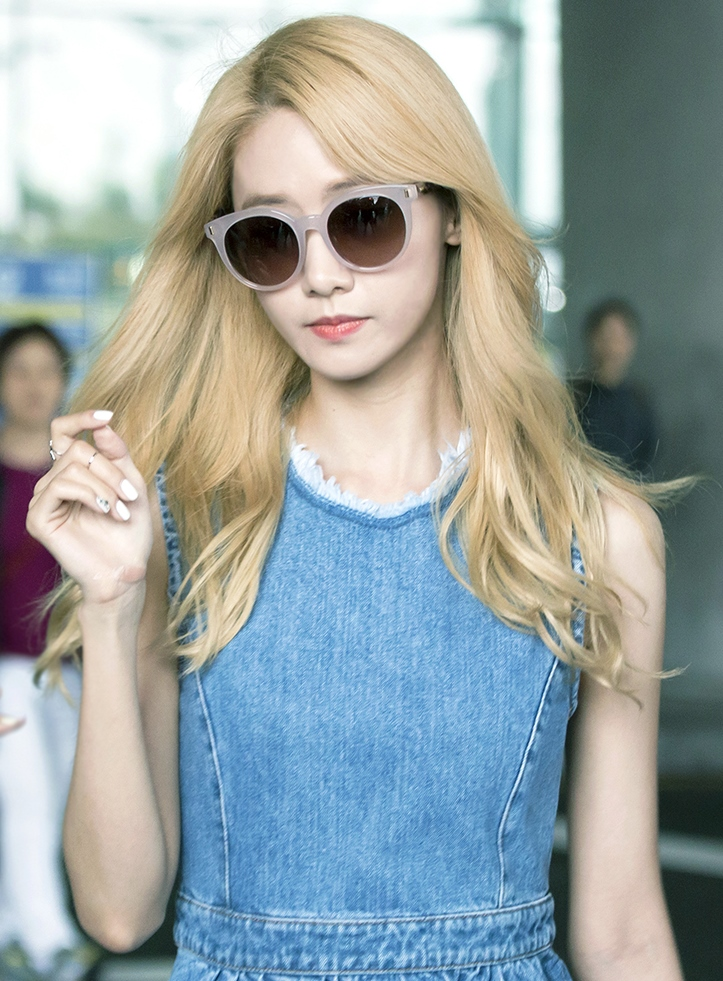
2015年6月14日，潤娥在仁川國際機場

2015年7月8日，潤娥與innisfree完成了續約。潤娥自2009年開始，7年間都作為代言人活動。證明了其為“韓國代表性的清純象徵”。韓國化妝品品牌正大舉進軍中國市場，此次品牌續約也正是考慮到了潤娥在中國的高人氣。2015年8月，潤娥簽約全球化SPA服裝品牌H:CONNECT，成為其新的代言人。潤娥將從2015秋冬季系列開始與H:CONNECT合作，在H:CONNECT的時尚酷帥中加入自己的可愛魅力，不僅將拍攝平面廣告，還將通過多種活動與粉絲和消費者見面及簽約全球化時尚品牌Lovcat，成為其新的代言人。潤娥的全球人氣給品牌帶來了清新的活力與期望，成為了提升品牌形象的muse。
2015年8月20日，時任南韓總統朴槿惠在青瓦台以「透過分享團結一心的幸福大韓民國」為主題，舉辦午餐懇談會，向包括潤娥、朴海鎮在內的26位平時積極投身慈善事業的「慈善天使」表示感謝，同時也希望借此將他們的分享哲學傳播給民眾。9月27日，潤娥開通個人Instagram，刷新韓國女偶像Instagram最快達1百萬的紀錄。10月22日以開球者的身份，為韓國職棒斗山熊與NC恐龍的第三戰開球。10月31日潤娥為時裝品牌H:CONNECT台灣逢甲旗艦店的開幕禮及LOVCAT舉辦見面簽名會。11月9日，開通個人新浪微博。11月7日，潤娥代表少女時代於2015MELON音樂慶典拿獎。11月23日，潤娥前往捷克布拉格出演有「國民校草」之稱的中國演員李易峰新歌MV。12月5日，潤娥參與北京世紀劇院舉行的尖叫2016愛奇藝之夜活動。12月16日，潤娥參與李易峰新歌MV新歌發佈會。12月31日金成柱、潤娥將聯手主持 2015《MBC 歌謠大祭典》。

### 2016：首張單曲、中國人氣高漲
首張單曲《德壽宮石牆路的春天》、舉辦個人中國人巡迴粉絲見面會、電視劇《THE K2》強勢回歸

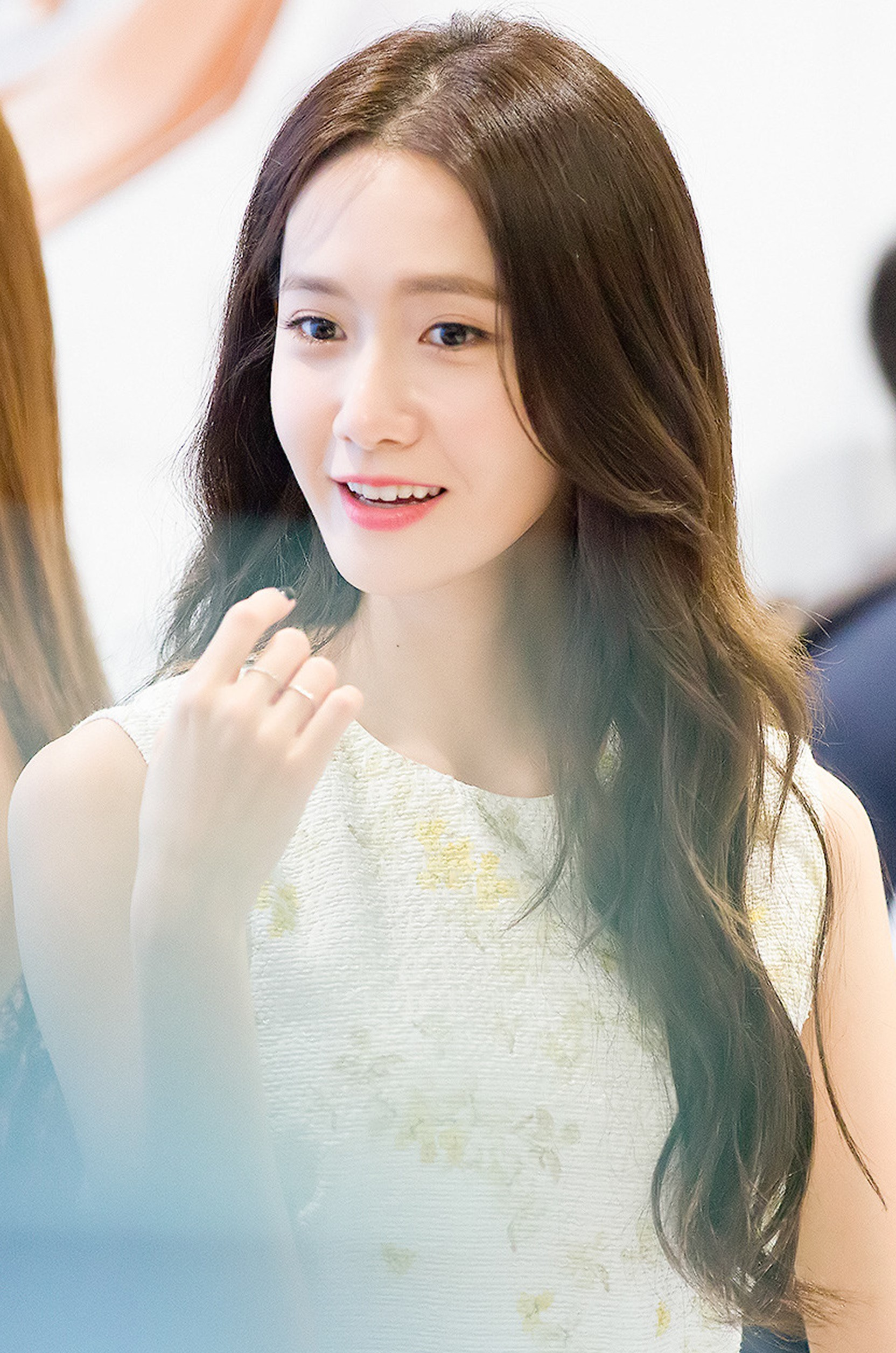
2016年6月23日，潤娥與少女時代成員們在樂天百貨出席Casio的活動。

2016年2月美國《富比士》雜誌（Forbes）公布的「30歲以下亞洲演藝及體育類最具影響力30人」，潤娥與南韓演員金秀賢、男團BIGBANG成員G-DRAGON（權志龍）、花式溜冰皇后金妍兒等6人入選，是唯一的南韓女星代表。3月2日，潤娥加盟耗資百億的大片《機密同盟》，這次是她首度拍攝的電影，男主角為人氣男演員玄彬。3月11日，參加SM STATION計劃，公開發行個人單曲《德壽宮石牆路的春天》，此曲描寫的是情人們就算一起走了那條路，也不會分手的浪漫故事；而 MV 當中，伴隨著德壽宮石牆路的春天景象，畫面以男朋友望著潤娥的視角進行拍攝，美麗的景致搭配上潤娥與 10cm 既甜蜜又和諧的歌聲，完美的結合，讓人感受到春天溫暖、浪漫的感覺。3月26日，潤娥為了宣傳新劇《武神趙子龍》而首次獨自出演湖南衛視綜藝節目《快樂大本營》。4月3日，與林更新、金楨勳等領銜主演的古裝劇《武神趙子龍》首播，潤娥在劇中分別飾演了面貌嬌美，家境優越又不諳世事的“夏侯輕衣”和性格直爽，驕縱跋扈又俠肝義膽的“馬玉柔”。4月18日，全程中文參與湖南衛視《偶像萬萬碎》錄製。5月7日，再次獨自出演湖南衛視《快樂大本營》。5月16日，參加虎牙直播的線上直播《武神趙子龍》手游。5月18日參加北京阿里星球發布會。5月22日，因生日當天有行程故提前舉辦2016年生日會。

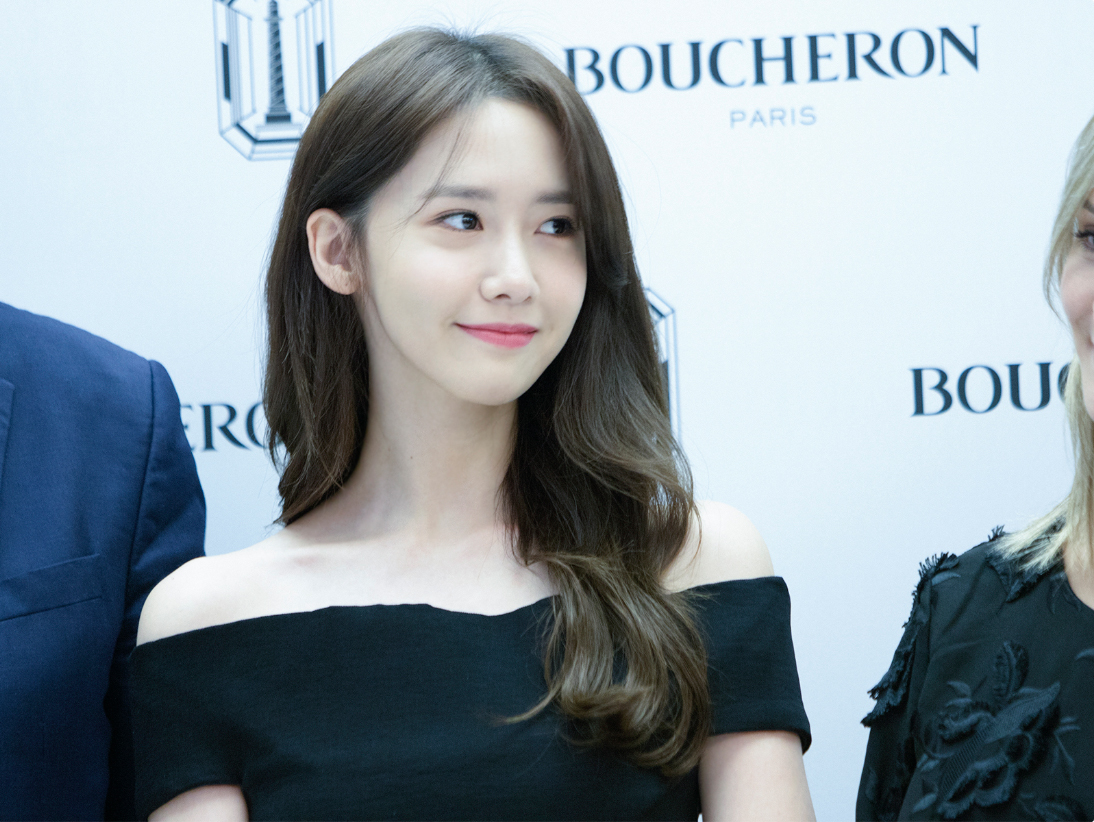
2016年11月22日，潤娥出席Boucheron event

2016年，潤娥因拍攝中國古裝劇《武神趙子龍》在中國人氣大漲，因此舉辦了個人中國巡迴粉絲見面會《Blossom》，6月25日於北京、7月2日於廣州、7月24日於重慶、7月30日於上海與粉絲們見面，演唱會上潤娥用標準的發音甜唱中文歌《小幸運》、《紅豆》、《月亮代表我的心》引起全場掌聲，成功成為話題焦點。7月2日廣州見面會潤娥演唱《青春修煉手冊》。7月4日，參加騰訊視頻《你正常嗎》節目錄影，7月25日在騰訊視頻播出。8月3日潤娥所屬的SM娛樂也表示，預告三首歌將以數位單曲《Blossom》的形式、於4日00點（韓國時間）公開。潤娥主演的電視劇《武神趙子龍》在中國累積觀看次數突破100億次，反映了潤娥在中國的受歡迎程度。
同年潤娥演出tvN電視劇《THE K2》，這也是潤娥繼《總理和我》之後時隔3年後回歸電視劇與池昌旭共同擔任男女主角，並在劇中飾演患有恐慌自閉的少女“高安娜”，在《THE K2》中的演技獲得了觀眾的好評  。同時演唱該劇其中一OST 《메이징 그레이스》(Amazing Grace，中譯《奇異恩典》)。12月9日潤娥在微博進行直播與粉絲們交流，而當天的播出，實時收視創下1,993萬人次，按讚次數也則有3,400萬，再次見證韓流女神的高人氣。2016年末，潤娥因為主持表現獲得許多好評，獨自主持第17屆《年度女性電影人賞》及《MBC歌謠大祭典》。

### 2017：首部電影《機密同盟》、主持釜山影展
電影《機密同盟》、電視劇《王在相愛》、雙語單曲《如果你也想起我》、主持釜山國際電影節

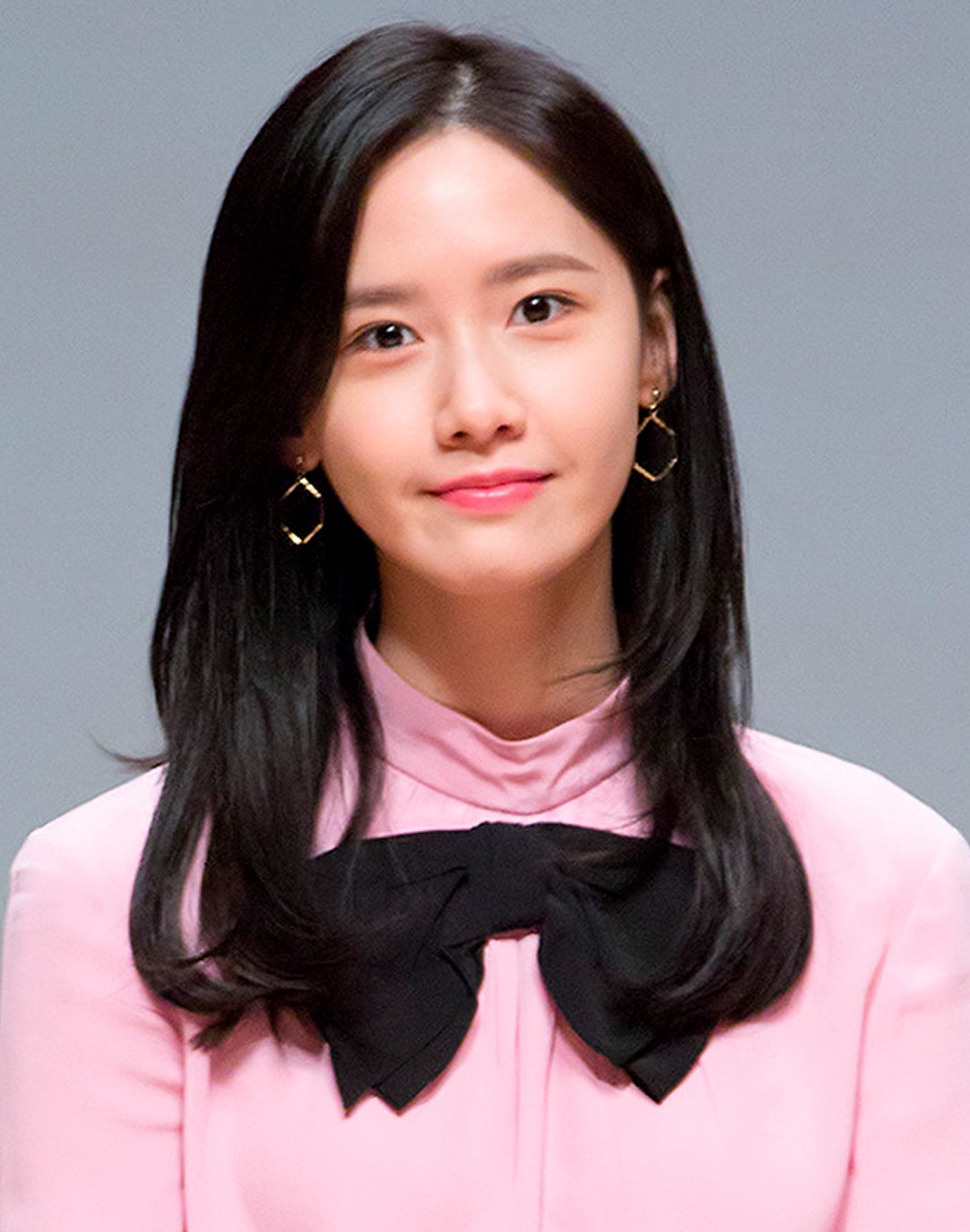
2017年1月16日，潤娥在慶熙大學大禮堂參與電影《共助》的試片會

2017年，潤娥與帝國之子成員任時完出演《戀愛中的王》，潤娥飾演高麗最富有的宗室諸侯殷榮伯的獨生女。潤娥並為戲特別前往武打學校學習基本武術。此劇以事前製作的方式進行拍攝，有別於多數韓劇「邊拍邊播」的製劇方式。
2017年1月13日，潤娥前往台灣台北 國立臺灣大學綜合體育館參與個人粉絲見面會《The K2 Fan Meeting with YoonA》用中文獻唱周杰倫的歌《簡單愛》，壓軸再獻唱《小幸運》。全程用中文應答，不用依賴翻譯，展現優異的中文能力。1月18日，與玄彬、柳海真、金柱赫等共同主演的動作電影《機密同盟 》上映，潤娥飾演沒錢、失業，卻樂觀且自信心十足的“朴敏英”，該部電影在韓影觀影人數突破781萬7,446人次，並由此獲得了《第53屆百想藝術大賞》電影部門最佳人氣女演員 。4月23日，潤娥到日本埼玉參加兩場個人粉絲見面會《The K2 Fanmeeting in Japan with YoonA 》。6月22日，潤娥出席香奈兒《Mademoiselle Privé》展覽開幕宴。7月3日潤娥與任時完、洪宗玄一同出席新劇《戀愛中的王》發布會。7月22日，潤娥到台北統一時代2F夢廣場參加《H:CONNECT Summer Fashion Show》。9月29日潤娥將前往印尼雅加達参加Innisfree活動。

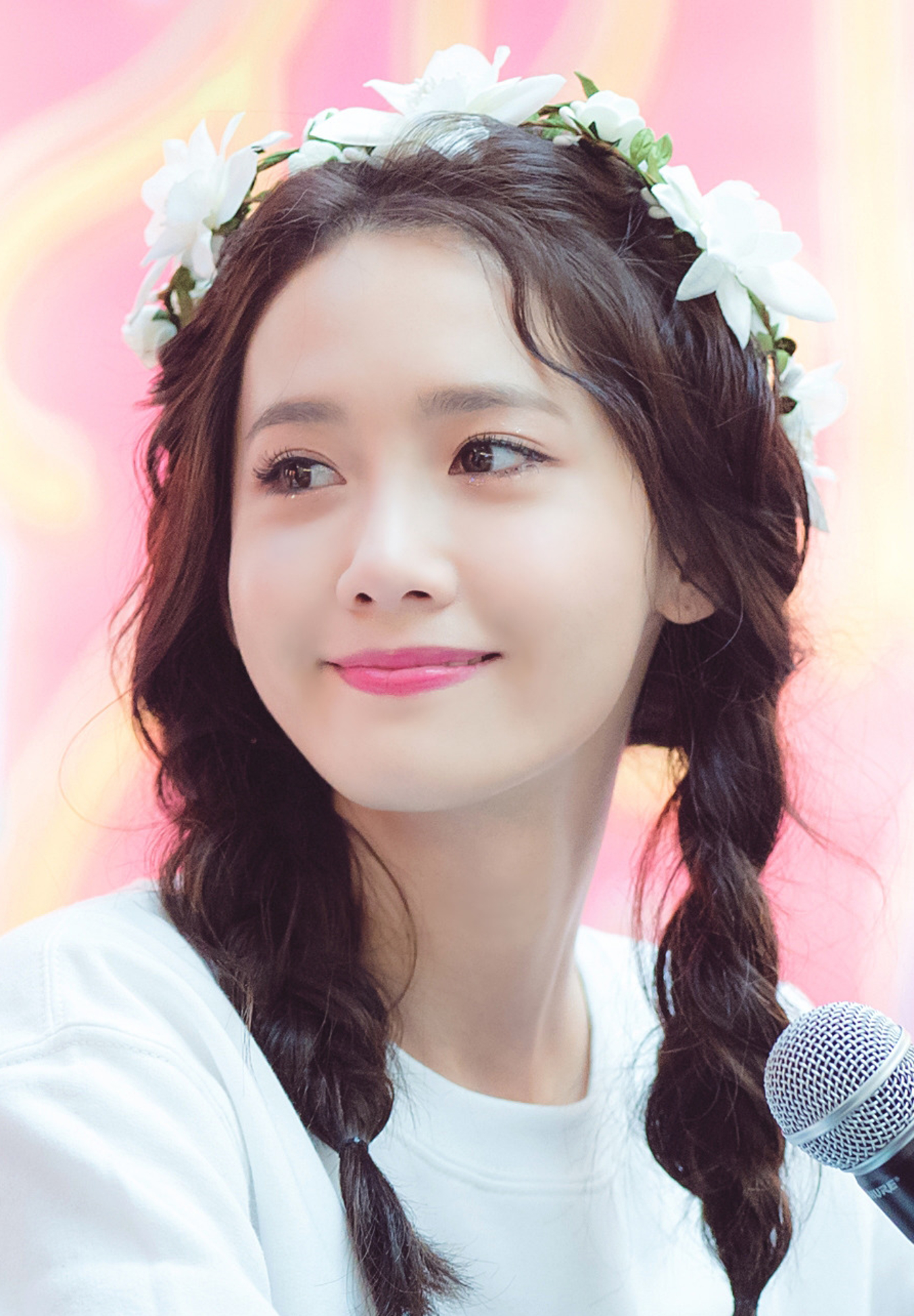
2017年8月13日，潤娥在少女時代的粉絲簽名會上

潤娥發表新單曲《When The Wind Blows(바람이 불면)》，2017年9月5日 公開新曲的預告影片。在影片中，公開了潤娥吹著風、在窗邊讀書的身影；而潤娥的口白則說道：「這一站是潤娥的《When The Wind Blows》站。9月8日下午6點 (韓國時間) 透過各大音源網站正式發行《When The Wind Blows》。將同時公開韓、中兩個版本，歌曲溫柔的吉他旋律搭上潤娥甜美的歌聲，相當優美，該曲由曾為《孤單又燦爛的神-鬼怪》、《太陽的後裔》、《沒關係，是愛情啊》等多部熱門電視劇製作 OST 的 Rocoberry 擔當製作，並由潤娥親自作詞，歌詞描寫出與心愛的人美好又幸福的回憶，而這也是潤娥出道以來首次挑戰作詞。
2017年10月12日，潤娥與張東健一同主持釜山國際電影節開幕式。2017年年末，潤娥分別出席第一屆Seoul Awards、第54屆大鐘獎、第二屆亞洲明星盛典、第12屆亞洲電視劇大會、ELLE Style Awards 2017的頒獎禮、第38屆青龍電影獎及第1屆塞班國際電影節，並獲得多個獎項。11月1日，潤娥主持2018平昌冬奧會倒數百日紀念K-POP演唱會。11月3日及8日潤娥分別出席義大利精品Ferragamo香港廣東道旗艦店開幕禮及時尚品牌VLTN快閃店開幕的活動。12月1日，潤娥出席DDP（東大門設計廣場）舉辦的時尚品牌活動。12月31日，潤娥第三度主持《MBC歌謠大祭典》，並與Suho、車銀優合作。

### 2018：出演綜藝所帶商品火速售罄、新子團成立
綜藝《孝利家民宿2》、受總統夫人邀請參加青瓦台午宴、少女時代新子團Oh!GG

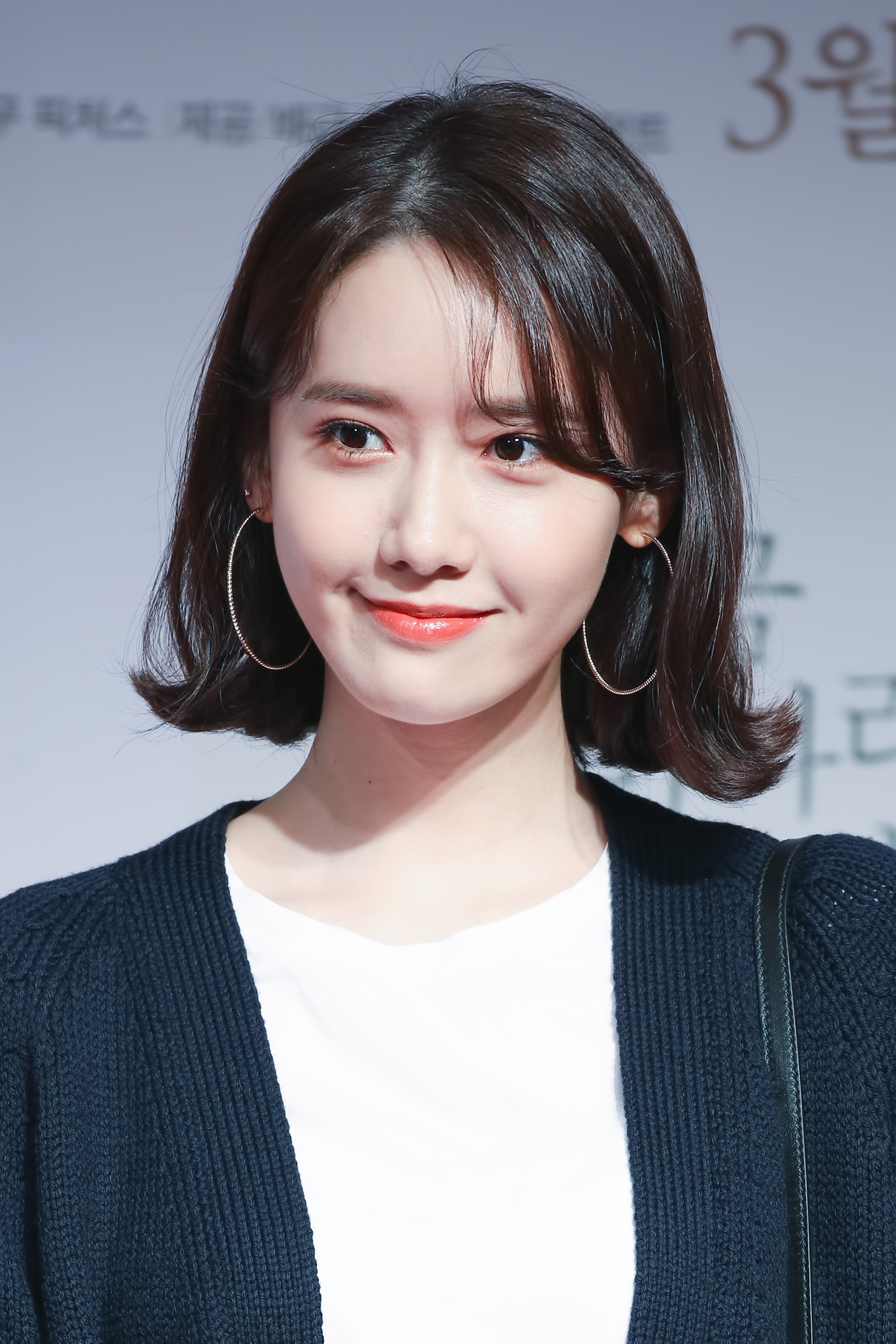
2018年3月12日，潤娥在電影《現在，很想見你》的試映會

2018年，潤娥作為嘉賓出演綜藝節目《孝利家民宿2》。在首播中，潤娥身穿的羽絨服和衛衣及專程帶上的鬆餅機全都火速售罄，堪稱「售罄女」。另外根據收視率調查公司 Nelson Korea 的數據，首集播出的《孝利家民宿2》寫下了9.1%的超高收視率，不僅遙遙領先第一季的成績（首播 6.4%），更是 JTBC 有史以來節目首播時的最佳收視率紀錄。在第7集中創下了10.750%的全國收視率，這一成績比該節目9.157%的原自身最高收視率上升了1.593%，同時也刷新了JTBC電視臺成立至今娛樂節目的最高收視紀錄。3月19日，潤娥與李孝利、李尚順再次拍攝《孝利家民宿2》，將通過鏡頭帶領觀眾感受濟州島的溫暖春日。5月13日，潤娥與李尚順合作曲《To You》正式數位發行，發行一日便於12國的iTunes韓國單曲榜拿下冠軍，並於7國的iTunes綜合單曲榜奪冠。《To You》是由李尚順作曲、潤娥作詞的抒情歌，歌詞中融入了住在孝利家民宿的旅客們與李尚順、李孝利夫婦共同創造的回憶。孝利家民宿第二季並在第54屆百想藝術大賞中獲得了相當於綜藝大賞的藝能獎，及2018年電視大獎中獲得創意發展TV部門優秀獎。
3月17日，潤娥前往澳門出席第12屆亞洲電影大獎，擔任大使並代表大會致歡迎辭。同時她亦奪得亞洲飛躍演員大獎。5月20日，潤娥舉行首次亞洲巡迴粉絲見面會「YOONA FANMEETING TOUR, So Wonderful Day #Story_1」並以首爾世宗大學為起點。6月9日，潤娥搶先開賣泰國場個人粉絲見面會《So Wonderful Day #Story_1》的門票，從開賣前粉絲反應就十分熱烈，最後多達 3800 張門票果然也順利銷售一空，而潤娥也因此創下記錄，成為第一位在這裡舉行見面會並賣光門票的韓國女星。

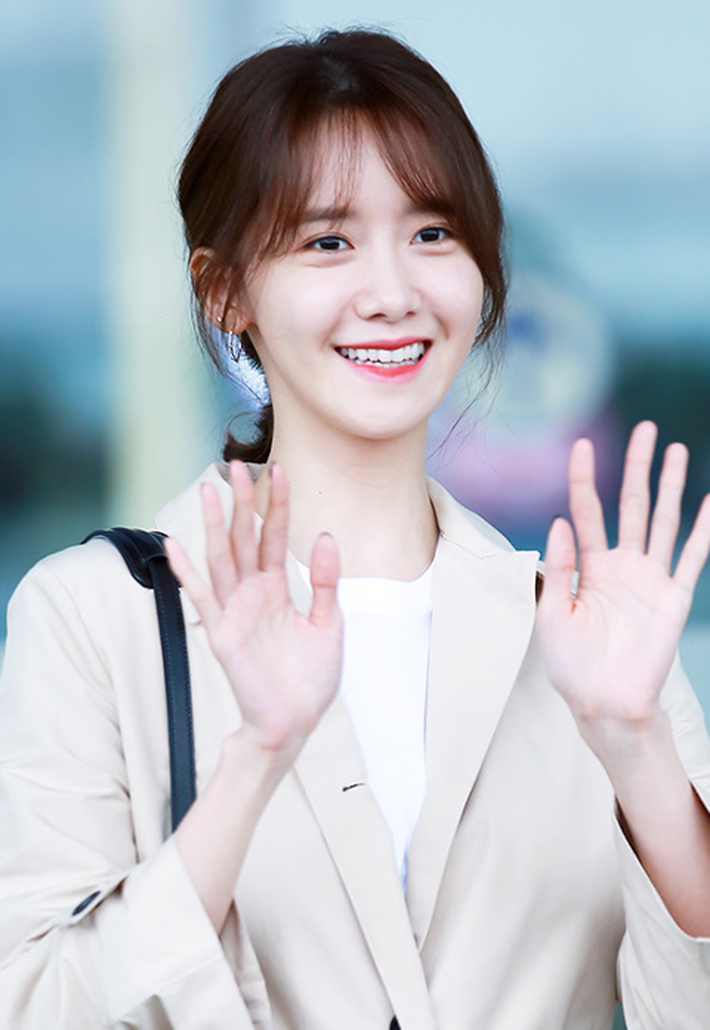
2018年5月2日，潤娥在機場入境

6月18日，潤娥與EXO-CBX被任命為韓國行政安全部安全宣傳大使。7月3日，潤娥應韓國總統夫人邀請 ，到青瓦台出席社會福利共同募捐會捐贈者的午宴。這個午宴是為了感謝 10 位特別的捐贈者而特別安排的。據知，潤娥早在2010年就成為該團體的捐贈者，至今經已總共捐了近3億韓圜，折合大約27萬美金。7月6日，潤娥出席Dongbu Insurance 保險的簽名會。7月21日，潤娥出席由服飾品牌H:CONNECT在新加坡舉行的簽名會。
8月4日，潤娥在香港亞博館舉行個人粉絲見面會，晚上7時10分鐘左右，大會先播短片，當中潤娥以校服裝扮示人，便引來台下粉絲和民眾們的尖叫。隨後穿上酒紅色連身裙現身的潤娥，先演唱solo歌《When The Wind Blows》一展歌喉，之後她用廣東話打招呼：「大家好，我好掛住你哋（普通話：我很想你們）。」潤娥表示很開心再次見到大家，這次來港都想吃美食同看靚景。這期間潤娥忙於去不同國家舉行見面會見粉絲，還透露：「今年會拍電影，還有好多其他活動。」令粉絲非常期待。8月，潤娥與曹政奭出演災難動作電影《EXIT》。《EXIT》將講述曹政奭，潤娥飾演的男女主人公從被毒氣覆蓋的城市逃生的故事，曹政奭將飾演大學畢業後一直無業而飽受家人冷嘲熱諷，在意外來臨時挺身而出守護家人的男主人公，潤娥則將飾演偶然與大學時的前輩重逢後陷入絕體絕命危機的女主人公。
8月27日，官方Facebook公布太妍、珊妮、孝淵、俞利及潤娥組成少女時代新子團《少女時代-Oh! GG》。將於9月5日出道，並且出道作品為單曲《Lil' Touch》，首波團體概念照同時公開。9月3日，推出少女時代-Oh!GG團體綜藝《GIRLS FOR REST》。9月17日，潤娥出席好友孫藝珍與舊拍擋玄彬合演電影《智命談判》的V.I.P首映禮。十月初，潤娥成為多樂之日及現代百貨免稅店的形象代言人，令潤娥的代言產品増至9個。10月14日，潤娥擔任2018-19賽季韓國職業籃球開球嘉賓。12月8日，潤娥出席第三屆澳門國際影展暨頒獎典禮，並與奧斯卡影帝尼古拉斯基治、郭富城一同擔任明星大使。潤娥以一身純白低胸裝，成功成為紅地毯的焦點，加上國際級的尼古拉斯基治，兩人一舉手，一投足，引得兩旁的粉絲不停尖叫。另外潤娥在紅地氈再次施展強勁的語言天份，以不同語言接受訪問，並表示非常榮幸能夠擔任明星大使。12月31日，潤娥第四度主持《MBC歌謠大祭典》，並與珉豪、車銀優及盧弘喆合作。

### 2019：首部主演電影《極限逃生》大賣
2019年：特別專輯《A Walk to Remember》&電影《極限逃生》

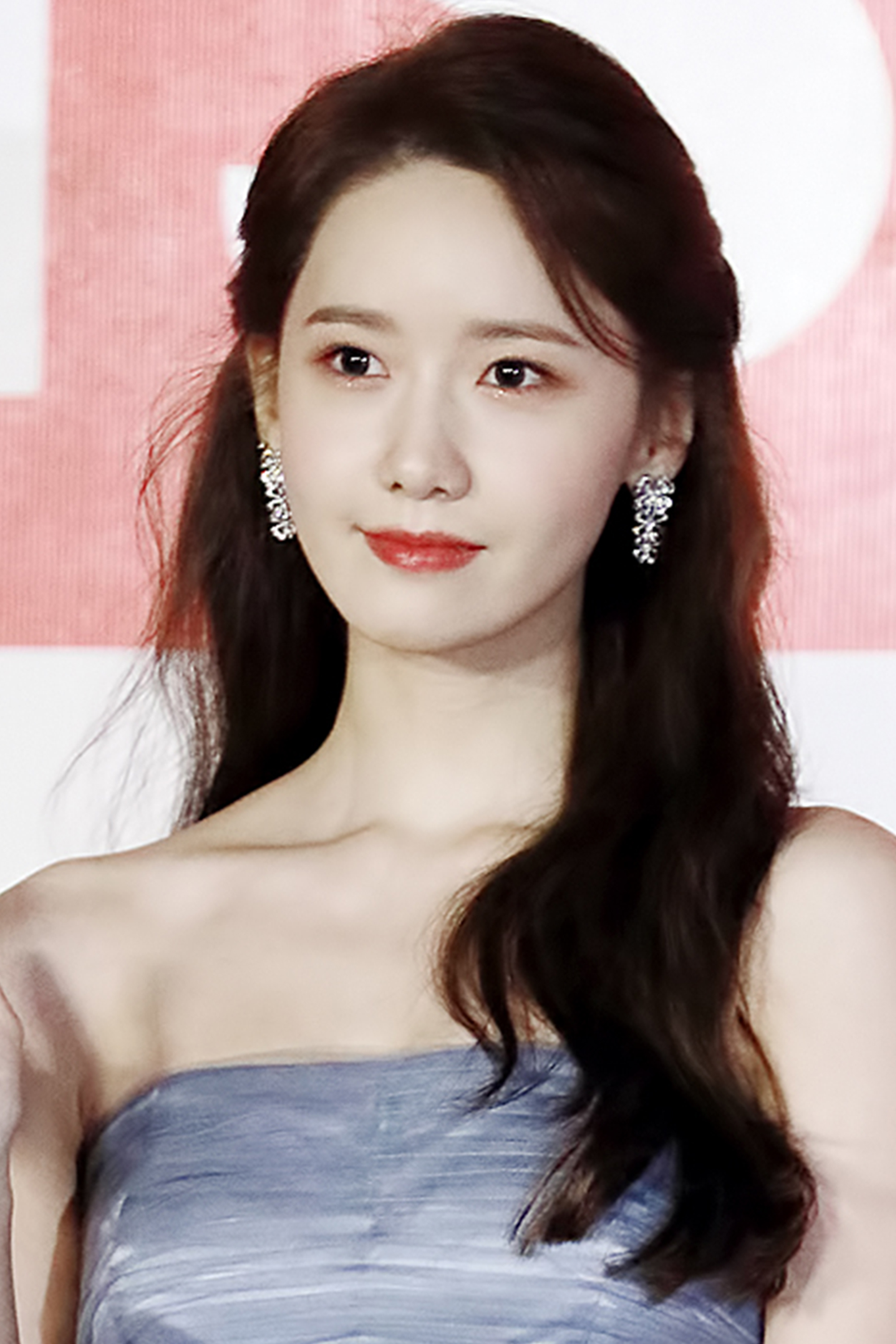
2019年11月26日，潤娥在Asia Artist Awards

2月14日，潤娥獲邀出席Michael Kors紐約時裝週，更被宣布成為該品牌韓國區第一位代言人。
5月30日，潤娥生日當天發表個人特別專輯《A Walk to Remember》，包括主打曲《Summer Night》一共收錄5首歌曲。此專輯將會包含此間公開的潤娥以往SOLO曲和新曲，因此預計將會成為粉絲們特別的禮物。《A Walk to Remember》表達了「承載記憶旅程」和「走在記憶中」的兩個美好的意思。

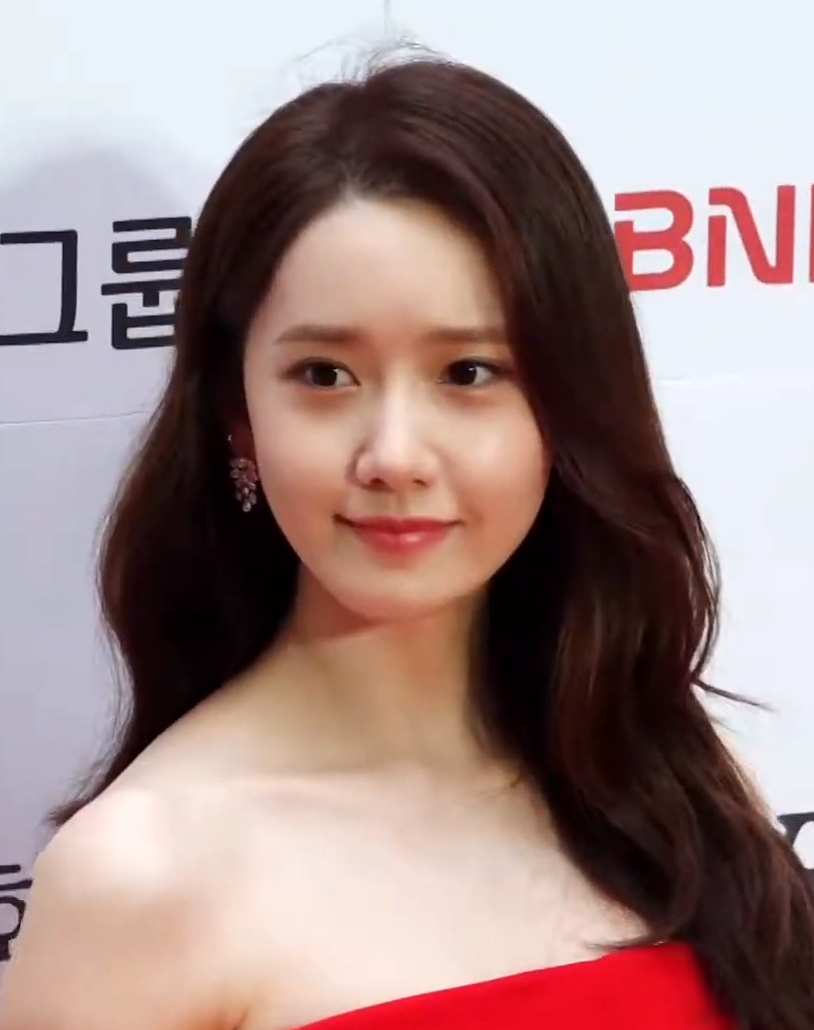
2019年10月2日，潤娥在第28屆釜日電影獎

6月27日，潤娥與曹政奭一同出席電影《EXIT》發佈會。潤娥表示電影雖是災難片，但劇情亦有搞笑部分，希望觀眾看到她的另一面。提到新片導演大讚潤娥體力好，很多動作場面皆親身上陣，不用替身，拍檔曹政奭即說：「戲中有很多辛苦的場面，我自己也做了很多準備才拍攝，但看到潤娥真的嚇一跳，她體力很強，跑得比我還快！」他更明言十分喜歡潤娥，對她讚不絕口。潤娥亦表示曹政奭十分可靠，對方給她很多寶貴意見。7月17日，潤娥與曹政奭一同出席在慶熙大學大禮堂舉行的《EXIT》試片會。7月31日上映第1天觀影人數達49萬人次，上映第3天凌晨累計觀影人數達100萬人次，上映4天達200萬人次，上映6天凌晨達300萬人次，上映7天上午突破損益點350萬人次，上映8天達400萬人次，上映11天達500萬人次。上映13天已累積600萬觀影人次，吸金台幣13.6億元。上映第18天凌晨達700萬人次，第25天凌晨達800萬人次，第36天達900萬人次，終映突破942萬人次，於南韓電影史之最高票房紀錄排名第21，含外國片則排名第28，潤娥以此片獲得第40屆青龍電影獎及第28屆釜日電影獎人氣明星獎，更入圍第40屆青龍電影獎最佳女主角，也是青龍獎首位女團出身的90後女星入圍最佳女主角。
11月27日，潤娥在越南出席第4屆Asia Artist Awards，並獲得Best Artist獎及Best Social Artist獎。12月3日，潤娥在上海出席2019 COSMO時尚美麗盛典，並獲得傳承夢想年度人物獎。12月10日，潤娥在澳門出席第四屆澳門國際影展暨頒獎典禮，並獲得「美國《Variety》雜誌-跨越亞洲：明日之星」獎項。而潤娥主演的《極限逃生》累積入場人次逾942萬，令其榮登韓國90後最賣座女星。12月17日，潤娥出席三年前曾擔任主持人的年度女性電影人獎，並獲頒新人獎12月31日，潤娥連續第五年擔任MBC歌謠大祭典的MC，與車銀優、張聖圭合作主持。

### 2020：電視劇《Hush》、開通個人YouTube賬號
電視劇《Hush》、化妝品類最長代言
4月，潤娥榮獲2020年品牌忠誠度大賞的女性廣告代言人獎和女藝人獎，該品牌忠誠度大賞由韓國消費者協會舉辦。同年6月，潤娥接受韓國Mise-en-scene短片電影節的喜劇單元「喜劇之王」的名譽評委的委任。與其他評委一起尋找引領韓國電影行業未來的新人導演。
8月，潤娥與朴正民、李聖旻主演合拍電影《奇蹟：給總統的一封信》。這部電影以真實故事為基礎改編，由《現在，很想見你》的導演李章勳執導，背景設定於1980年代，講述數學天才俊景與姊姊寶景居住在連路都很難找到的慶尚北道鄉下生活的故事。8月2日，潤娥正式與代言了11年的化妝品Innisfree結束合約。為了對合作了11年的潤娥表達誠摯的感謝，Innisfree特地利用這11年間的廣告製作特別影片，替雙方合作畫下完美的句點。
9月，潤娥成為雅詩蘭黛的亞太區品牌代言人。並與黃晸珉合作主演JTBC職場劇《Hush》 ，飾演新進的熱血實習記者李智秀，並為了這個角色剪去一頭長髮。該劇改編自小說「沉默注意報」，是一部以報社為背景，講述了職場記者們的生存和良心，以及兩難境地的充滿人味的共鳴職場劇 。這是潤娥時隔三年回歸電視劇。
11月，潤娥開通了個人YouTube官方賬號-Yoona's So Wonderful Day，分享一些活動行程消息及工作幕後花絮等內容。2020年12月31日，潤娥連續第六年擔任MBC歌謠大祭典的MC，並與張聖圭、金宣虎合作主持。

### 2021：多部電影及電視劇接續開拍
電影《奇蹟》&《緣來大飯店》、電視劇《黑化律師》接續開拍

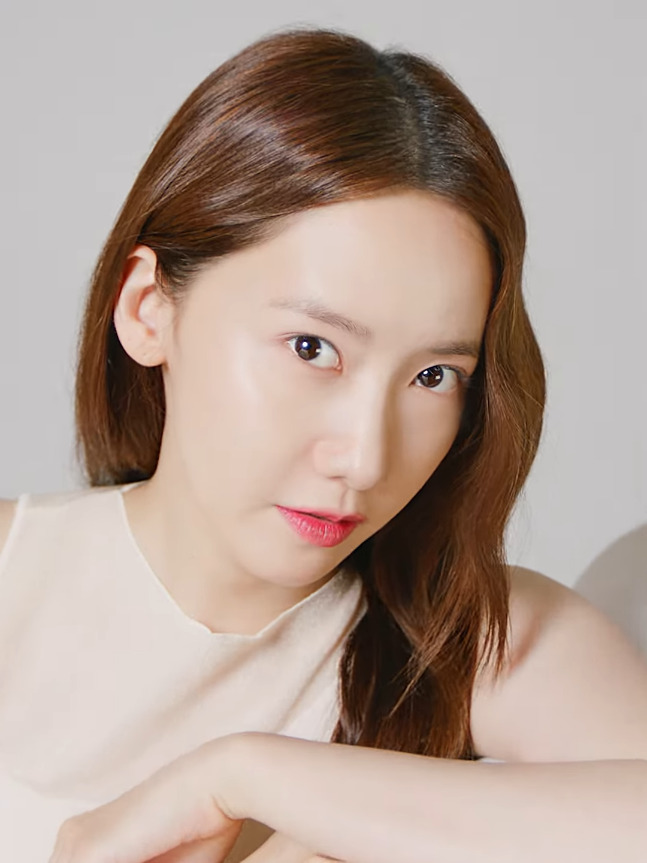
2021年，潤娥參與《Marie Claire》9月刊的畫報

1月，潤娥出演擔任《機密同盟2》的女主角，與玄彬、柳海真、丹尼爾及陳善奎合作。《機密同盟2》描述北韓刑警林鐵零（玄彬飾）正在追查殘酷又縝密的犯罪組織，以及為了回歸廣搜隊而自願成為合作夥伴的警察姜振泰，還加入了來自美國FBI的Jack（丹尼爾飾），三地的警察們將展開一場無法預料的國際追緝行動。
3月，潤娥入選代表韓國電影界現在與未來的200人，參加由韓國電影振興委員會舉辦的“KOREAN ACTORS 200”活動。同月，潤娥榮獲第40屆黃金攝影獎女子部門人氣獎，該獎項由電影攝影導演們評定。
4月，潤娥確定與韓志旼、李棟旭、姜河那、元真兒、徐康俊、李光洙等合作電影《緣來大飯店》。該電影是以酒店為背景，展開了青春男女們之間，溫馨的浪漫愛情喜劇，由《我的野蠻女友》、《假如愛有天意》被譽為浪漫大師的郭在容導演執導，目前已在本月19日開拍。

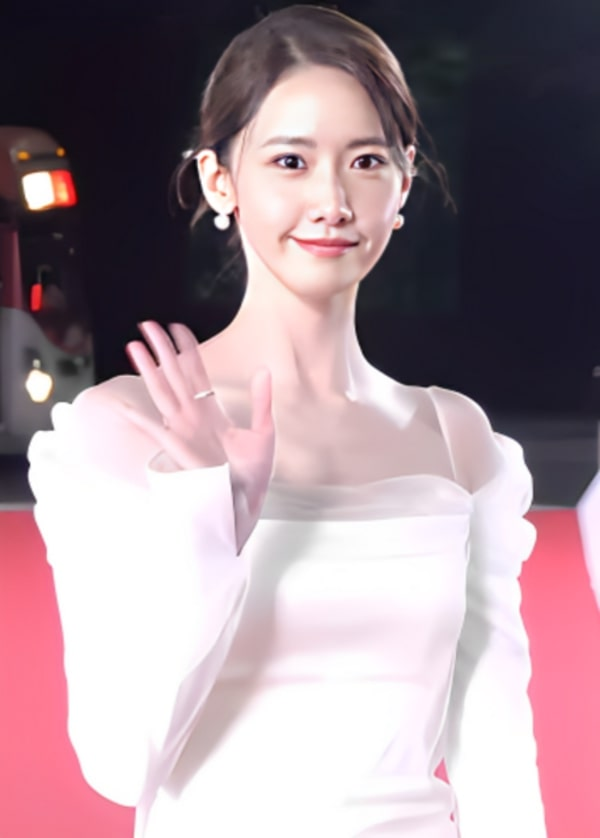
2021年，潤娥參與第42屆青龍電影獎

5月18日，韓媒透露稱潤娥即將接拍新的電視劇《黑話律師》，將與李鐘奭飾演夫婦。《黑話律師》講的是勝訴率只有10%的三流律師偶然接到一樁殺人案，發現背後真相後接連遇到詭異事件的故事。 在充滿權利、資本、陰謀、慾望的弱肉強食的世界里，一個普普通通的小市民為了保護自己和家人、同時懲罰壞蛋，不得不變成更加惡毒的人，展開徹頭徹尾、不留情面的鬥爭。劇集由《德魯納酒店》吳忠煥執導，《VAGABOND》張英哲及鄭景順編劇。
8月24日，韓媒透露今年7月在首爾產業振興院(SBA)由指導《蜂鳥》的金寶拉導演和演員潤娥一起參與，為電影《蜂鳥》無障礙版進行了語音解說的錄音。今年9月開始即可觀看無障礙版。
9月13日，韓媒透露稱潤娥將擔任電影《2點的約會》女主角，導演為《極限逃生》的李相槿導演。這次是潤娥繼《極限逃生》後再次與李相槿導演合作。《2點的約會》是部愛情喜劇，描述一個住在樓下擁有超乎想象祕密的女人，每天與住在樓上的男人見面後，展開了一場溫暖的童話般的浪漫故事。電影由《逃出摩加迪休》、《綁架影帝黃晸珉》的電影製作公司「外柔內剛」製作，預計於明年3月開拍。
9月15日，潤娥所主演的《奇蹟：給總統的一封信》正式上映。電影在韓國電影入口網站均獲得高度評價，於NAVER媒體觀眾評價高達9.22分、Daum電影觀眾評分也高達8.8分。並在第24屆遠東電影節奪得觀眾票選獎。觀眾都驚嘆不單是部療癒溫暖之作，其中反轉的催淚情節更令觀眾淚流不止。
12月1日，潤娥出席電影《緣來大飯店》的新聞發佈會。故事的地點圍繞在這個酒店，許多人的重逢、離開、交往、分手都可能發生在此地，更想問所有觀眾「今年的年底，在我們身上也會發生珍貴的緣份嗎？」傳達浪漫也帶給觀眾們對戀愛的期許。
12月31日，潤娥連續第七年擔任MBC歌謠大祭典的MC，並與張聖圭、李俊昊合作主持。

### 2022：電視劇《黑話律師》&電影《機密同盟2》
電影《機密同盟2》獲大鐘賞最佳女配角、主持第1屆青龍系列大獎
3月，李鍾碩、潤娥主演電視劇《黑話律師》是一部懸疑社會黑暗劇，預計在2022年播出，確定在韓國電視台和Disney+同步播出。
4月，潤娥確定主演浪漫愛情喜劇《歡迎來到王之國》，和李俊昊合作搭檔。電視劇《歡迎來到王之國》講述了無法忍受虛偽微笑的財閥繼承人男主“具源（音譯）”與因為工作的關係即使不情願也要露出燦爛微笑的女主“千思琅（音譯）”相遇，一起創造能夠露出真正燦爛笑容的日子的故事。潤娥飾演的女主是擁有用一個微笑能點亮世界的魅力所有者千思琅一角。千愛情是在給了她童年最幸福回憶的King酒店就職，與周圍偏見與誤會鬥爭而成长的人物。

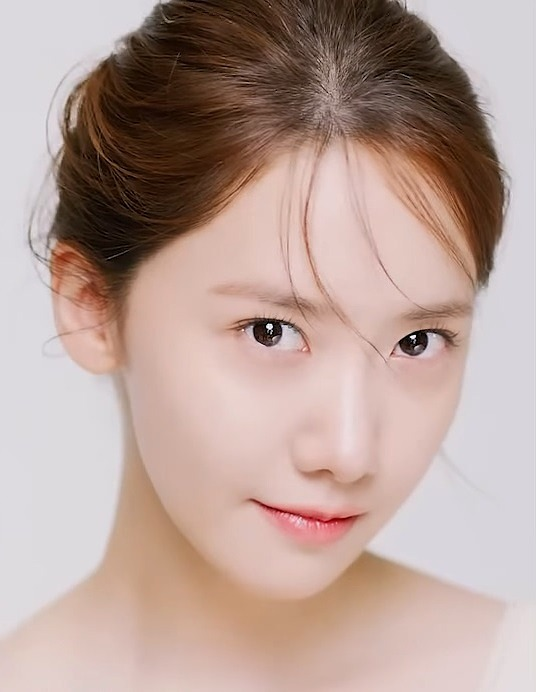
2022年，潤娥參與《Marie Claire》X雅詩蘭黛的畫報

7月19日，潤娥擔任第1屆青龍系列大獎主持，並與全炫茂合作。
7月29日，潤娥出席《黑話律師》的製作發表會，導演以及主要演員李鍾碩、玉子妍、楊慶元與金柱憲均出席現場。潤娥在劇中飾演一名護理師。及強勢人妻，在得知劇中老公李鍾碩遭誣陷為詐欺犯「大老鼠」（Big Mouse）入獄後，她展現過人機智與果決行動力，演出獲觀眾好評。劇集收視率屢創新高，收視率從首播的6.2%一路上漲至10.8%，在第六集突破10%大關，最後一集收視率以13.7％收官。
8月16日，潤娥出席《機密同盟2》的製作發表會，導演以及主要演員玄彬、柳海真、與陳善奎均出席現場。潤娥在本集中將會飾演Youtuber。電影將於9月7日上映，在上映前兩天的上午11點，預售率衝破61%，是近期上映前預售率表現最好的韓影，且目前《機密同盟2》在韓國三大影院售票網站穩占電影預售第一，在「NAVER MOVIE」網站的期待度更獲得觀眾1萬7千個讚，備受矚目！
9月16日，潤娥與李俊昊所主演的《歡迎來到王之國》進行劇本閱讀並開始透入拍攝。潤娥將飾演擁有用笑容讓世界變得明亮「千莎朗」，進入曾在兒時給她最美好回憶的「King酒店」後，一邊對抗身邊的偏見與誤解一邊成長。預計在2023年於JTBC播出。
10月3日，潤娥飛往法國巴黎參加Miu Miu時裝秀。
12月30日，潤娥出席2022 MBC演技大賞，並憑著《黑話律師》獲得迷你劇部門女子最優秀演技獎及與李鐘奭一同奪得最佳情侶獎。
12月31日，潤娥連續第八年擔任MBC歌謠大祭典的MC，並再度與張聖圭、李俊昊合作主持。

### 2023：《歡迎來到王之國》Netflex歷代韓劇第5
《歡迎來到王之國》Netflex首播期間曾登（英語、非英語）全球週榜綜合第1名、播放量歷代韓劇第5名
1月，潤娥被選為Miu Miu的全球活動模特，並參加了意大利時裝品牌"Miu Miu 2023春/夏系列"的新全球活動，是參與此次活動的名人中唯一在亞洲榜上有名的藝人。此次Miu Miu全球活動中與世界級攝影師Zoe Ghertner合作，以夢幻般的視覺和魅惑的氛圍展現了潤娥獨有的美麗，成為了話題。

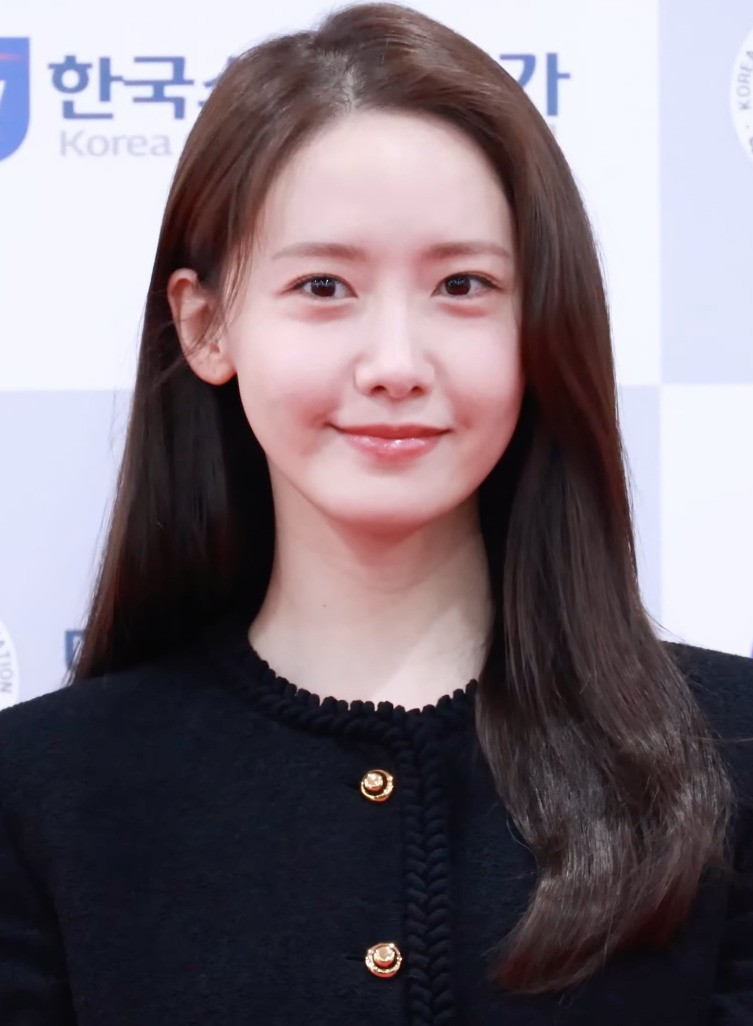
2023年，潤娥參與第28屆消費者節KCA文化演藝頒獎典禮

5月4日，《歡迎來到王之國》釋出了首波預告，劇集定檔於6月17日首播。6月15日，潤娥出席《歡迎來到王之國》的製作發表會，導演以及主要演員李俊昊均出席現場。潤娥在劇中飾演一名酒店經理，童年的美好回憶讓她致力於在工作上，目標是用開朗笑容給顧客們完美的服務。一路從基層職員靠實力不斷晉升到為VVIP服務的傳說級人物，成為擁有美麗微笑和卓越能力的酒店經理，夢想著以自己完美的服務帶給客人們幸福的回憶，卻在碰到具元後事事變得非常不順利。劇集在海外人氣高企，至第16集播畢累計播放時長為3.23億小時，是在Netflex播放的韓國愛情劇歷代第1名，也是在Netflex播放的韓劇歷代第5名，締造了韓國浪漫愛情喜劇的收視紀錄。
7月19日，潤娥擔任第2屆青龍系列大獎主持，並與全炫茂合作。10月3日，潤娥以品牌身份再次獲邀到巴黎參加Miu Miu AW 2023時裝秀。
11月16日，潤娥發行的第四首單曲《knock》，這是Epitone Project特意找來潤娥一起合作。因潤娥一向很喜歡Epitone Project便接受了合作提案。《knock》是一首節奏輕快的鄉村風原聲流行歌曲，將Epitone Project的清淡感性與潤娥清新的主唱完美融合在一起"，Epitone Project想用音樂表現的可愛通過潤娥得以最大化。
11月20日，潤娥公佈2024年將舉辦亞洲巡迴見面會「YOONA FAN MEETING TOUR：YOONITE」。首站定在1月6、7日於首爾Blue Square萬事達卡大廳，這也是她睽違6年再度舉辦見面會。見面會將於香港、澳門、臺北、橫濱、曼谷、馬尼拉及雅加達舉行。
12月30日，潤娥先出席第9屆APAN Star Awards，並憑《歡迎來到王之國》獲得IDOL CHAMP女演員人氣獎及最佳情侶獎（與李俊昊），再者出席2023 MBC演技大獎與陸星材為迷你劇部門最優秀演技獎擔任頒獎嘉賓。
12月31日，潤娥連續第九年擔任MBC歌謠大祭典的MC，並再度與珉豪、黃旼炫合作主持。

### 2024：《YOONA FAN MEETING TOUR：YOONITE》
睽違5年巡迴粉絲見面會、受邀出席坎城影展
1月6日−3月3日，潤娥分別到訪首爾、香港、澳門、臺北、橫濱、曼谷、馬尼拉及印度尼西亞共8個地方舉行《YOONA FAN MEETING TOUR：YOONITE》。
5月18日，潤娥以Qeelin品牌代言人的身份受邀前往法國出席第77屆坎城影展，並出席開雲集團在坎城影展舉辦的「Women In Motion」晚宴。
7月13日，潤娥擔任第3屆青龍系列大獎主持，並與全炫茂合作。
9月25日，韓媒「OSEN」獨家報導稱，據多位演藝界相關人士透露，潤娥已接到超人氣韓劇《來自星星的你》、《樹大根深》導演張太侑的新作《暴君的主廚》女主角的提案。 
9月29日，潤娥飛往巴黎出席Valentino Spring 2025 Collection。
12月31日，潤娥連續第十年亦是最後一次擔任MBC歌謠大祭典的MC，並再度與珉豪、道勳合作主持。這是潤娥連續十四年主持三大台年末盛典，成為史上首位連續最長時間擔任年末盛典主持的藝人。

### 2025：《暴君的主廚》、《惡魔搬來了》
1月24日，潤娥與李彩玟所主演的《暴君的主廚》進行劇本閱讀並開始透入拍攝。潤娥將飾演性格開朗又果斷的法國廚師「延智英」。延智英在法國最頂尖的料理大賽中奪冠，卻在同一天意外穿越到朝鮮時代，並遇上了比米其林三星主廚職位提議更令人頭疼的最壞暴君。預計在2025年於tvN播出。
6月23日，潤娥主演的電影《惡魔搬來了》發布預告海報和預告片並宣佈定於8月13日在韓國正式上映。7月9日，潤娥聯同安普賢、成東鎰、朱玄英出席《惡魔搬來了》在首爾龍山區CGV龍山 I'PARK MALL 舉行製作發佈會。

## 慈善活動
- 2008年起開始助養非洲兒童。
- 2011年，捐贈舞台服，參與明星舊物義賣活動[198]。
- 2012年，低調前往秘魯利馬一間小學擔任志願者工作[199]。

- 2015年，潤娥加入高額捐款者聯盟「愛的果實」社會福利共同募款會（Honor Society），至2017年捐款已超過3億。潤娥從2010年起每年年末都捐款幫助低收入人群[74][200]。
- 2016年，与心靈建設公益項目“行走的力量”的發起人陳坤一起，成为前8位行者之一，助力“2016行走的力量”[201]。
- 2018年，中區區政府為了感謝Dream Hearty和中區獎學財團的捐贈者成立了名譽殿堂，在本館樓梯牆上設有捐贈牌，潤娥也名列其中。潤娥從2010年開始不斷捐贈給中區的福利事業Dream Hearty，據悉迄今爲止共捐出1億5000萬韓元左右。在牆面上已經能看到林潤娥的名字，因為是個人身分捐贈，所以是用銀色的牌子。
- 2019年，SK集團披露為其廣告擔任配音的潤娥，將代言所得全額捐贈「幸福聯盟」用以幫助飢餓兒童。
- 2020年，潤娥透過「愛的果實」向大邱等地捐款1億韓元，以幫助受2019冠狀病毒病影響的病人與民眾[202]。同年潤娥表示取之於社會、用之於社會，而選擇拍攝《BIG ISSUE》公益雜誌畫報。把金錢回饋與幫助弱勢族群。
- 2021年，潤娥參與Happy Bean 花卉特別募捐活動[203]。該募捐活動由公益創業（Social Venture）機構舉辦，販售花卉收益將用於幫助兒童保護機構的保護期結束、必須以年幼的年紀開始獨立的兒童們在社會上自立。潤娥表示：「每年的生日，我都苦惱思量有沒有能夠分享心意的方法，這次能夠與美麗花朵有同行的機會，便開心地參加了這次的企劃。我認為花朵是個能夠為贈送者與接受者帶來喜悅的存在。希望能透過農夫用心栽種的花朵，創造與大家分享的時光。」[204]
- 2024年，潤娥為世界青光眼週拍攝教育影片。
- 2024年10月，潤娥將個人生日快閃活動“So Wonderful Day”的全部收益加上自費捐贈共計1億韓圜，以粉絲與她的共同名義透過「愛的果實」社會福利共同募款會，將這筆善款捐給韓國白血病兒童財團，用於小兒癌症及罕見病兒童醫療費用。

- 2025年3月透過「愛的果實」社會福利共同募款會向韩国公益金捐贈1億韓圜，用於森林大火後的緊急災區重建及幫助災民恢復日常生活。

## 影視作品

### 電視劇
| 日期                         | 電視台     | 電視劇名稱     | 角色             | 性質     | 集數           | 參考    |
| 2007年7月14日－9月9日        | MBC        | 9回末2出局     | 辛珠英           |          | 第4－16集      | [ 19 ]  |
| 2007年11月5日－2008年5月30日 | MBC        | 無法阻擋的婚姻 | 佛光洞七公主     | 特別出演 | 第64集         |         |
| 2008年2月2日－8月3日         | MBC        | 絕世女警朴真金 | 敏愛             |          | 第19－20、23集 | [ 47 ]  |
| 2008年5月5日－2009年1月9日   | KBS 1      | 你是我的命運   | 張晨曦           | 主演     | 全劇           |         |
| 2009年4月15日－6月4日        | MBC        | 男版灰姑娘     | 徐宥珍           | 主演     | 全劇           |         |
| 2010年1月2日                 | 富士電視台 | 海螺小姐 3     | 美少女們         | 特別出演 | 第3集          |         |
| 2012年3月26日－5月29日       | KBS 2      | 愛情雨         | 金允熙／鄭夏娜   | 主演     | 全劇           | [ 206 ] |
| 2013年12月9日－2014年2月4日  | KBS 2      | 總理與我       | 南多靜           | 主演     | 全劇           | [ 66 ]  |
| 2015年10月7日                | On Style   | 因為是第一次   | 潤娥             | 特別出演 | 第1集          | [ 207 ] |
| 2016年4月3日－4月30日        | 湖南衛視   | 武神趙子龍     | 夏侯輕衣／馬玉柔 | 主演     | 全劇           | [ 208 ] |
| 2016年9月23日－11月12日      | tvN        | THE K2         | 張安娜／高安娜   | 主演     | 全劇           | [ 209 ] |
| 2017年7月10日－9月12日       | MBC        | 王在相愛       | 殷珊／曉花       | 主演     | 全劇           | [ 113 ] |
| 2020年12月11日－2021年2月6日 | JTBC       | Hush           | 李智秀           | 主演     | 全劇           | [ 210 ] |
| 2022年7月29日－9月17日       | MBC        | 黑話律師       | 高薇瑚           | 主演     | 全劇           | [ 211 ] |
| 2023年6月17日－8月6日        | JTBC       | 歡迎來到王之國 | 天嗣朗           | 主演     | 全劇           | [ 212 ] |
| 2025年8月23日－9月28日       | tvN        | 暴君的廚師     | 延智英           | 主演     | 全劇           |         |

### 電影
| 上映日期       | 電影名稱                                 | 角色         | 參考    |
| 2012年6月21日  | I AM. - SM家族青春傳記電影               | 潤娥（本人） | [ 213 ] |
| 2012年10月11日 | SMTOWN Live in Tokyo Special Edition -3D | 潤娥（本人） |         |
| 2015年8月13日  | SMTown The Stage                         | 潤娥（本人） | [ 214 ] |
| 2017年1月18日  | 機密同盟                                 | 朴敏英       | [ 215 ] |
| 2019年7月31日  | 極限逃生                                 | 鄭意珠       | [ 216 ] |
| 2021年9月15日  | 奇蹟：給總統的一封信                     | 宋羅熙       | [ 217 ] |
| 2021年11月23日 | 蜂鳥                                     | 無障礙版旁白 | [ 218 ] |
| 2021年12月29日 | 緣來大飯店                               | 秀妍         |         |
| 2022年9月7日   | 機密同盟2                                | 朴敏英       |         |
| 2025年8月13日  | 凌晨兩點的惡魔                           | 鄭善智       |         |

### 微電影
| 上映日期       | 電影名稱                           | 角色 | 性質   | 官方影片                                |
| 2011年11月16日 | innisfree 綠色聖誕                 | 潤娥 | 女主角 | YouTube上的綠色聖誕                     |
| 2014年11月23日 | innisfree 潤娥與敏鎬的綠色聖誕故事 | 潤娥 | 女主角 | YouTube上的潤娥與敏鎬的綠色聖誕故事     |
| 2015年5月7日   | innisfree《夏日戀曲》EP1           | 潤娥 | 女主角 | YouTube上的'Summer Love : First story'  |
| 2015年5月12日  | innisfree《夏日戀曲》EP2           | 潤娥 | 女主角 | YouTube上的'Summer Love : Second story' |

### 音樂劇
| 上映日期      | 電影名稱  | 角色 | 性質     | 參考    |
| 2015年1月14日 | School OZ | 潤娥 | 特別出演 | [ 219 ] |

## 综艺节目

### 固定出演
| 日期                   | 電視台 | 節目名稱        | 備註    |
| 2010年2月21日－7月11日 | SBS    | 《家族誕生2》   |         |
| 2018年2月4日－5月20日  | JTBC   | 《孝利家民宿2》 | [ 220 ] |

## 主持

### 節目主持
| 日期          | 電視台 | 節目名稱   | 合作藝人 |
| 2013年1月18日 | KBS 2  | Music Bank | 徐玄     |

### 典禮主持
| 日期           | 電視台  | 節目名稱                              | 合作藝人               |
| 2009年12月26日 | KBS 2   | KBS演藝大賞                           | 李敬揆、李姬愛         |
| 2010年6月17日  | SBS     | 世界盃應援活動                        | 金勇文、尹賢珍         |
| 2010年11月14日 | SBS     | 農心分享愛演唱會                      | 趙權、鄭容和           |
| 2011年12月24日 | KBS 2   | KBS演藝大賞                           | 申東燁、李姬愛         |
| 2011年12月29日 | SBS     | SBS歌謠大戰                           | 李昇基、宋智孝         |
| 2012年12月28日 | KBS 2   | KBS歌謠大慶典                         | 成詩京、鄭容和         |
| 2013年6月28日  | KBS 2   | 中韓友誼演唱會                        | 圭賢、澤演             |
| 2013年12月31日 | KBS 2   | KBS演技大賞                           | 李美淑、朱相昱、申賢俊 |
| 2014年12月26日 | KBS 2   | KBS歌謠大慶典                         | 澤演、李輝才           |
| 2015年8月14日  | MBC     | DMZ Peace Concert                     | 金成柱                 |
| 2015年12月31日 | MBC     | MBC歌謠大祭典                         | 金成柱                 |
| 2016年12月7日  | 不適用  | 年度女性電影人賞                      | 不適用                 |
| 2016年12月31日 | MBC     | MBC歌謠大祭典                         | 金成柱                 |
| 2017年10月12日 | 不適用  | 第22屆釜山國際電影節                  | 張東健                 |
| 2017年11月1日  | SBS     | 2018平昌冬奧會倒數百日纪念K-POP演唱會 | 裴勝載                 |
| 2017年12月31日 | MBC     | MBC歌謠大祭典                         | Suho、車銀優           |
| 2018年12月31日 | MBC     | MBC歌謠大祭典                         | 珉豪、車銀優、盧洪哲   |
| 2019年12月31日 | MBC     | MBC歌謠大祭典                         | 車銀優、張聖圭         |
| 2020年12月31日 | MBC     | MBC歌謠大祭典                         | 金宣虎、張聖圭         |
| 2021年12月31日 | MBC     | MBC歌謠大祭典                         | 李俊昊、張聖圭         |
| 2022年7月19日  | 不適用  | 第1屆青龍系列大獎                     | 全炫茂                 |
| 2022年12月31日 | MBC     | MBC歌謠大祭典                         | 李俊昊、張聖圭         |
| 2023年7月19日  | KBS 2TV | 第2屆青龍系列大獎                     | 全炫茂                 |
| 2023年12月31日 | MBC     | MBC歌謠大祭典                         | 珉豪、黃旼炫           |
| 2024年7月19日  | KBS 2TV | 第3屆青龍系列大獎                     | 全炫茂                 |
| 2024年12月31日 | MBC     | MBC歌謠大祭典                         | 珉豪、道勳             |
| 2025年7月18日  | KBS 2TV | 第4屆青龍系列大獎                     | 全炫茂                 |

## 音樂作品

### 數位單曲
| 數位單曲 | 曲目 | 官方影片                                                                                     |
| 1st      | 《德壽宮石牆路的春天》 - 發佈日期：2016年3月11日 - 合唱歌手：10cm - 語言：韓語                                               | YouTube上的Deoksugung Stonewall Walkway                                                      |
| 2nd      | 《바람이 불면（When The Wind Blows）》 《如果你也想起我（When The Wind Blows）》 - 發佈日期：2017年9月8日 - 語言：韓語、中文 | YouTube上的바람이 불면 (When The Wind Blows) YouTube上的如果你也想起我 (When The Wind Blows) |
| 3rd      | 《To You》 - 發佈日期：2018年5月13日 - 合作藝人：李尚順（作曲） - 語言：韓語                                                 | YouTube上的To You                                                                            |
| 4th      | 《knock》 - 發佈日期：2023年11月16日 - 合作藝人：Epitone Project（作曲） - 語言：韓語                                        | YouTube上的노크 knock                                                                        |

### 主要音樂節目榜單排名
| 主打歌曲成績                                                                  | 主打歌曲成績          | 主打歌曲成績        | 主打歌曲成績           | 主打歌曲成績     | 主打歌曲成績         | 主打歌曲成績                | 主打歌曲成績 | 主打歌曲成績             |
| ----------------------------------------------------------------------------- | --------------------- | ------------------- | ---------------------- | ---------------- | -------------------- | --------------------------- | ------------ | ------------------------ |
| 歌曲                                                                          | Mnet 《M! Countdown》 | KBS2 《Music Bank》 | MBC 《Show! 音樂中心》 | SBS 《人氣歌謠》 | SBS MTV 《THE SHOW》 | MBC MUSIC 《Show Champion》 | 單曲獲冠次數 | 備註                     |
| 2016年                                                                        |                       |                     |                        |                  |                      |                             |              |                          |
| 德壽宮石牆路的春天                                                            | /                     | 18                  |                        | 9                | /                    | 19                          | /            | 純推出單曲，沒有打歌宣傳 |
| \| - 「/」表示未有相關資料 - 「*」：打榜中 - 「 」：該段時期未有設立排行榜 \| |                       |                     |                        |                  |                      |                             |              |                          |
| - 「/」表示未有相關資料 - 「*」：打榜中 - 「 」：該段時期未有設立排行榜       |                       |                     |                        |                  |                      |                             |              |                          |

### 特别專輯
| 迷你專輯 | 專輯資料 | 曲目 | 官方影片                |
| 1st      | 《A Walk to Remember》 - 發行日期：2019年5月30日 - 唱片公司：SM Entertainment - 語言：韓語 - 專輯銷量:49,696+ | 曲目 1. 德壽宮石牆路的春天（feat.10cm） 2. Summer Night（feat.20 Years Of Age） 3. 如果你也想起我 (When The Wind Blows) 4. To You（너에게） 5. Promise | YouTube上的Summer Night |

### 迷你專輯
| 迷你專輯 | 專輯資料                                                                        | 曲目                                     |
| 1st      | 《Blossom》 - 發行日期：2016年7月31日 - 唱片公司：SM Entertainment - 語言：中文 | 曲目 1. 月亮代表我的心 2. 紅豆 3. 小幸運 |

### OST
| 發佈日期       | 電視劇        | 歌曲名稱                  |
| 2016年10月15日 | tvN《THE K2》 | Amazing Grace《奇異恩典》 |

### 廣告歌曲
| 發佈日期       | 歌曲名稱        | 備註                               | 合唱歌手                                       |
| 2008年11月26日 | Haptic Motion   | 不適用                             | 潔西卡、蒂芬妮、鄭允浩、沈昌珉、金在中、朴有天 |
| 2010年8月30日  | Innisfree Day   | Innisfree廣告歌                    | 不適用                                         |
| 2011年11月18日 | Green Christmas | Innisfree廣告歌                    | 襪子樂團                                       |
| 2021年3月2日   | 旅行記憶漫步歌  | 現代百貨免稅店東大門店一週年主題曲 | 丁海寅                                         |

### 音樂錄影帶（MV）
| 年份   | MV                    | 歌手          | 合作演員        | 官方影片                 |
| 2004年 | 《魔法之城》          | 東方神起      | 不適用          | YouTube上的魔法之城      |
| 2006年 | 《My Everything》     | 天上智喜      | 不適用          | YouTube上的My Everything |
| 2006年 | 《U》                 | Super Junior  | 不適用          | YouTube上的U             |
| 2007年 | 《Marry U》           | Super Junior  | 不適用          | YouTube上的Marry U       |
| 2008年 | 《Propose》           | 李承哲        | 不適用          | YouTube上的Propose       |
| 2009年 | 《那傢伙的女人》      | 24/7          | 不適用          | YouTube上的那傢伙的女人  |
| 2010年 | 《Cabi》-韓國水上樂園 | 少女時代、2PM | 徐玄、俞利、2PM | YouTube上的Cabi          |
| 2011年 | 《Replay（日文版）》  | SHINee        | 不適用          | YouTube上的Replay        |
| 2015年 | 《請跟我聯絡》        | 李易峰        | 李易峰          | YouTube上的请跟我联絡    |

## 廣播節目

### 固定嘉賓
| 放送日期                     | 放送局       | 節目名稱                         | 備註     |
| 固定嘉賓                     |              |                                  |          |
| 2007年10月1日－2008年1月15日 | KBS Cool FM  | 《Super Junior的Kiss The Radio》 |          |
| 嘉賓                         |              |                                  |          |
| 2019年8月19日                | SBS Power FM | 《Cultwo Show》                  | 與曹政奭 |
| 2021年8月19日                | MBC FM4U     | 《金信英的正午希望曲》           |          |

## 商業活動

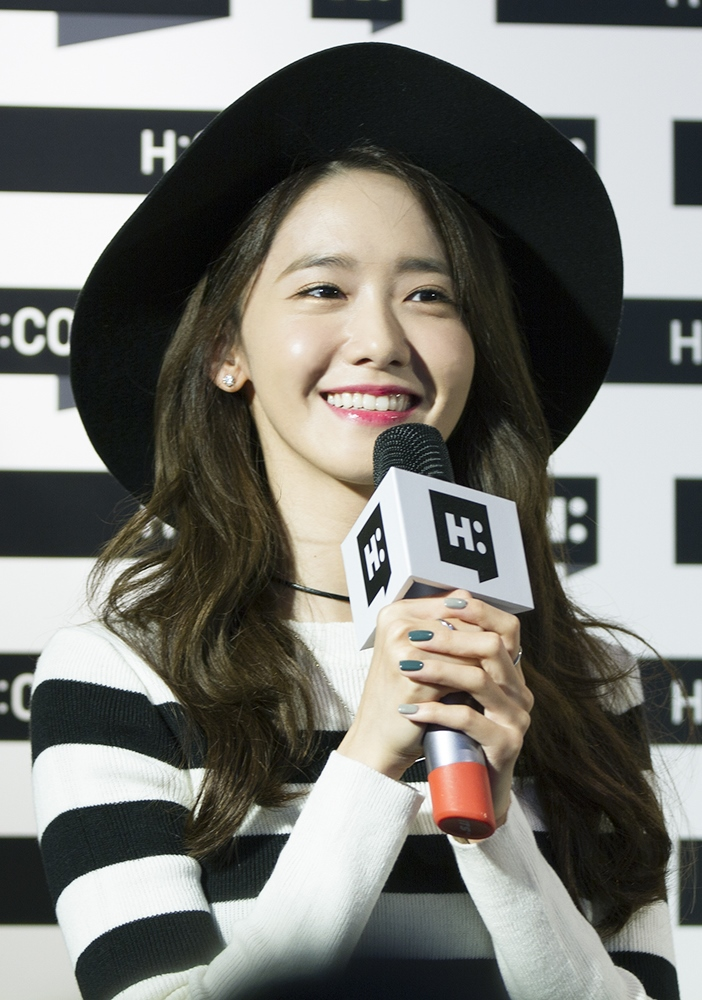
2015年10月31日， 潤娥在H:CONNECT台灣逢甲旗艦店

潤娥亦因有接不完的廣告代言而被稱為「CF Queen」，並已成為各種品牌的代言人 。CNN稱她為"one of the household names in the Asia-Pacific region" 幫助韓國美容品牌在中國受歡迎。2010年，她成為第一個代言S-Oil的偶像，這是一家大型的韓國石油和煉油公司 。2012年，她至少出現在20個廣告，在韓國最大的廣告信息網站TVCF最具商業性的名人中排名第五。2013年，她成為愛爾康隱形眼鏡台灣首個海外代言人 。自2009年以來，潤娥一直是愛茉莉太平洋名牌Innisfree的長期代言人 。其他主要代言包括Crocs和Lee，邁可·寇斯她成為該品牌在韓國的第一任大使、奢侈化妝品品牌雅詩蘭黛的亞太區代言人、丹麥珠寶品牌潘多拉珠寶 、韓國保險DB Insurance、 Tous Les Jours。 。在2016年，潤娥被《富比士》雜誌（Forbes）列為亞洲30大“娛樂和運動”中最有影響力的知名人士之一。
註：不包括團體

### 品牌活動
| 日期          | 內容                                      | 類別       | 備注    |
| ------------- | ----------------------------------------- | ---------- | ------- |
| 2018年3月4日  | 紀梵希 秋冬時裝秀 2018                    | 巴黎時裝周 |         |
| 2022年10月4日 | Miu Miu 春夏時裝秀 2023                   | 巴黎時裝周 | [ 246 ] |
| 2023年9月5日  | Qeelin Wulu Echo Garden 期間限定店        | 活動站台   | [ 247 ] |
| 2023年9月28日 | Estee Lauder's Beauty Sleep Lounge pop-up | 活動站台   | [ 248 ] |
| 2023年10月3日 | Miu Miu 春夏時裝秀 2024                   | 巴黎時裝周 |         |
| 2024年3月14日 | Qeelin銀座旗艦店開幕禮                    | 活動站台   |         |
| 2024年9月29日 | VALENTINO 2025春夏系列大秀                | 巴黎時裝周 |         |
| 2025年3月27日 | Qeelin 上海高級珠寶展                     | 活動站台   |         |
| 2025年4月14日 | 雪花秀 2025雪花秀全球文化之旅             | 活動站台   |         |

## 粉絲見面會
- H:CONNECT粉絲見面會

| 日期           | 城市         | 舉行地點           |
| -------------- | ------------ | ------------------ |
| 2015年10月31日 | 中華民國台中 | 逢甲旗艦店         |
| 2016年12月2日  | 首爾         | 瑞草洞旗艦店       |
| 2017年7月22日  | 中華民國台北 | 統一時代百貨台北店 |
| 2018年7月21日  | 新加坡       | 白沙浮商業城       |

- YOONA BIRTHDAY PARTY

| 日期          | 城市 | 舉行地點                        |
| ------------- | ---- | ------------------------------- |
| 2015年5月30日 | 首爾 | COEX ARTIUM                     |
| 2016年5月22日 | 首爾 | COEX ARTIUM                     |
| 2017年5月21日 | 首爾 | COEX ARTIUM                     |
| 2019年5月26日 | 首爾 | COEX ARTIUM                     |
| 2023年5月14日 | 首爾 | 延世大學 百年紀念館Concert Hall |

- YoonA and I Fans Meeting

| 日期          | 城市 | 舉行地點                         |
| ------------- | ---- | -------------------------------- |
| 2014年8月26日 | 泰國 | Siam Pavalai Royal Grand Theatre |

- YoonA 1st Fanmeeting in China【Blossom】

| 日期          | 國家／地區 | 城市 | 舉行地點                   |
| 2016年6月25日 | 中国       | 北京 | 國家奥林匹克體育中心體育館 |
| 2016年7月2日  | 中国       | 廣州 | 廣州體育館                 |
| 2016年7月24日 | 中国       | 重慶 | 重慶市人民大禮堂           |
| 2016年7月30日 | 中国       | 上海 | 武夷路777號                |

- Innisfree特別粉絲見面會

| 日期          | 國家／地區 | 城市     | 舉行地點                 |
| 2017年2月10日 | 越南       | 胡志明市 |                          |
| 2019年3月30日 | 新加坡     | 新加坡   | 新加坡濱海灣金沙會展中心 |

- The K2 Fanmeeting with Yoona

| 日期              | 國家／地區 | 城市 | 舉行地點               |
| 2017年1月13日     | 臺灣       | 台北 | 國立臺灣大學綜合體育館 |
| 2017年4月23日午場 | 日本       | 埼玉 | 大宮索尼克城大禮堂     |
| 2017年4月23日晚場 | 日本       | 埼玉 | 大宮索尼克城大禮堂     |

- YOONA FANMEETING TOUR，So Wonderful Day #Story_1

| 日期              | 國家／地區 | 城市   | 舉行地點         |
| 2018年5月20日     |            | 首爾   | 世宗大學         |
| 2018年7月7日      | 泰國       | 曼谷   | IMPACT展覽中心   |
| 2018年7月13日午場 | 日本       | 東京   | 中野太陽廣場     |
| 2018年7月13日晚場 | 日本       | 東京   | 中野太陽廣場     |
| 2018年7月15日午場 | 日本       | 大阪   | NHK大阪音樂廳    |
| 2018年7月15日晚場 | 日本       | 大阪   | NHK大阪音樂廳    |
| 2018年8月4日      | 香港       | 香港   | 亞洲國際博覽館   |
| 2018年9月28日     | 新加坡     | 新加坡 | ZEPP@BigBox      |
| 2018年11月11日    | 臺灣       | 台北   | 台北國際會議中心 |

- YOONA FAN MEETING TOUR：YOONITE

| 日期          | 國家／地區 | 城市   | 舉行地點                         |
| 2024年1月6日  |            | 首爾   | Blue Square萬事達卡大廳          |
| 2024年1月7日  |            | 首爾   | Blue Square萬事達卡大廳          |
| 2024年1月13日 | 香港       | 香港   | 匯星Star Hall                    |
| 2024年2月3日  | 澳門       | 澳門   | 澳門會展中心                     |
| 2024年2月4日  | 臺灣       | 臺北   | 台北國際會議中心                 |
| 2024年2月12日 | 日本       | 橫濱   | 橫濱國際平和會議場               |
| 2024年2月24日 | 泰國       | 曼谷   | Event Hall 98                    |
| 2024年3月1日  | 菲律賓     | 馬尼拉 | 馬尼拉SMX會議中心                |
| 2024年3月3日  | 印度尼西亞 | 雅加達 | Beach City International Stadium |

## 獎項
潤娥在影視圈的頒獎典禮獲獎無數。在首次主演的《你是我的命運》中獲得了第45屆百想藝術大賞電視劇類最佳新人女演員獎和人氣女演員獎。並在翌年主演的《男版灰姑娘》中獲得了《第46屆百想藝術大賞》電視劇類人氣女演員獎。是首位連續獲得人氣女演員獎的藝人。
2017年，憑借動作電影《機密同盟》取得了韓國青龍、百想、大鐘三大電影獎頒獎禮的最佳新人獎的全部提名，并獲得《第53屆百想藝術大賞》電影部門最佳人氣女演員。2018年，涉足電影界的潤娥獲業界肯定，3月獲邀擔任《第12屆亞洲電影大獎》大使，代表大會致歡迎詞。同時她亦獲頒亞洲飛躍演員大獎，11月獲邀擔任《第三屆澳門國際影展》明星大使。
2019年憑藉潤娥主演电影《極限逃生》，入圍《第40屆青龍電影獎》最佳女主角奖，成為首位入圍女主角的女愛豆。同時成為韓影史上90後女主票房的第一名。
| 年份   | 頒獎典禮                               | 獎項                                          | 作品                     | 結果 | 參考                   |
| ------ | -------------------------------------- | --------------------------------------------- | ------------------------ | ---- | ---------------------- |
| 2008年 | KBS演技大賞                            | 女子新人賞                                    | 《你是我的命運》         | 獲獎 | [ 14 ] [ 252 ]         |
| 2008年 | KBS演技大賞                            | 網絡人氣賞                                    | 《你是我的命運》         | 獲獎 | [ 14 ] [ 252 ]         |
| 2008年 | 第2屆韓國電視劇節                      | 網絡人氣賞                                    | 《你是我的命運》         | 獲獎 | [ 253 ]                |
| 2009年 | 第45屆百想藝術大賞                     | 電視部門 女子新人演技賞                       | 《你是我的命運》         | 獲獎 | [ 50 ] [ 51 ]          |
| 2009年 | 第45屆百想藝術大賞                     | 電視部門 女子人氣賞                           | 《你是我的命運》         | 獲獎 | [ 50 ] [ 51 ]          |
| 2010年 | 第46屆百想藝術大賞                     | 電視部門 女子人氣賞                           | 《男版灰姑娘》           | 獲獎 | [ 254 ]                |
| 2012年 | Mnet 20's Choice Awards                | 20代電視劇女明星                              | 《愛情雨》               | 提名 |                        |
| 2012年 | KBS演技大賞                            | 中篇劇 女子優秀演技賞                         | 《愛情雨》               | 提名 |                        |
| 2012年 | KBS演技大賞                            | 網絡人氣賞                                    | 《愛情雨》               | 獲獎 | [ 255 ]                |
| 2013年 | 第49屆百想藝術大賞                     | 電視部門 女子人氣賞                           | 《愛情雨》               | 提名 |                        |
| 2013年 | KBS演技大賞                            | 迷你劇 女子優秀演技賞                         | 《總理與我》             | 獲獎 | [ 67 ] [ 256 ] [ 257 ] |
| 2013年 | KBS演技大賞                            | 最佳情侶賞（與李凡秀）                        | 《總理與我》             | 獲獎 | [ 67 ] [ 256 ] [ 257 ] |
| 2013年 | KBS演技大賞                            | 網絡人氣賞                                    | 《總理與我》             | 提名 |                        |
| 2014年 | 第50屆百想藝術大賞                     | 電視部門 女子人氣賞                           | 《總理與我》             | 提名 |                        |
| 2014年 | 首爾國際青年電影節                     | 女子青年演員賞                                | 《總理與我》             | 提名 |                        |
| 2015年 | Global Luxury Award                    | 國際文化交流獎（與林更新）                    | 《武神趙子龍》           | 獲獎 | [ 258 ]                |
| 2015年 | 大韓民國國稅廳                         | 模範納稅人                                    | 不適用                   | 獲獎 | [ 259 ]                |
| 2016年 | 第1屆Asia Artist Awards                | Asia Star賞                                   | 《THE K2》               | 獲獎 | [ 260 ]                |
| 2016年 | 第1屆Asia Artist Awards                | 電視部門 女子人氣獎                           | 《THE K2》               | 獲獎 | [ 260 ]                |
| 2016年 | 第31屆Korea's Best Dresser Swan Awards | 女演員部門賞                                  | 《THE K2》               | 獲獎 | [ 261 ]                |
| 2016年 | Ceci 美麗盛典                          | Ceci 亞洲風尚獎                               | 不適用                   | 獲獎 | [ 262 ]                |
| 2017年 | 第10屆韓國電視劇節                     | 女子最優秀賞                                  | 《王在相愛》             | 提名 |                        |
| 2017年 | 第12屆亞洲電視劇大會                   | 特別表彰獎                                    | 《王在相愛》             | 獲獎 | [ 263 ]                |
| 2017年 | MBC演技大獎                            | 女子人氣獎                                    | 《王在相愛》             | 提名 |                        |
| 2017年 | MBC演技大獎                            | 女子最優秀演技獎                              | 《王在相愛》             | 提名 |                        |
| 2017年 | 第2屆Asia Artist Awards                | 電視部門 女子人氣獎                           | 《王在相愛》             | 獲獎 |                        |
| 2017年 | 第2屆Asia Artist Awards                | Best Artist獎                                 | 不適用                   | 獲獎 |                        |
| 2017年 | 《瑪麗嘉兒》 亞洲明星大獎 2017         | Rising Star賞                                 | 不適用                   | 獲獎 | [ 264 ]                |
| 2017年 | ELLE Style Awards 2017                 | K-Style Icon                                  | 不適用                   | 獲獎 | [ 265 ]                |
| 2017年 | 2017 Fashionista Awards                | Red Carpet Category                           | 不適用                   | 提名 |                        |
| 2017年 | 第1屆塞班國際電影節                    | 最佳亞洲人氣獎                                | 不適用                   | 獲獎 |                        |
| 2017年 | 第53屆百想藝術大賞                     | 電影部門 女子人氣賞                           | 《機密同盟 》            | 獲獎 | [ 250 ] [ 266 ]        |
| 2017年 | 第53屆百想藝術大賞                     | 女子新人演技賞                                | 《機密同盟 》            | 提名 |                        |
| 2017年 | 2017韓國電影璀璨明星獎                 | 電影部門 女子新人獎                           | 《機密同盟 》            | 獲獎 | [ 264 ]                |
| 2017年 | 第1屆THE SEOUL AWARDS                  | 電影部門 女子新人獎                           | 《機密同盟 》            | 提名 | [ 267 ]                |
| 2017年 | 第1屆THE SEOUL AWARDS                  | 女子人氣賞                                    | 《機密同盟 》            | 獲獎 | [ 267 ]                |
| 2017年 | 第54屆大鐘獎                           | 最佳新人女演員                                | 《機密同盟 》            | 提名 | [ 268 ]                |
| 2017年 | 第38屆青龍電影獎                       | 最佳女子新人獎                                | 《機密同盟 》            | 提名 |                        |
| 2018年 | 第12屆亞洲電影大獎                     | 最佳新演員                                    | 《機密同盟 》            | 提名 |                        |
| 2018年 | 第12屆亞洲電影大獎                     | 亞洲飛躍演員大獎                              | 《機密同盟 》            | 獲獎 | [ 251 ] [ 13 ] [ 269 ] |
| 2018年 | 第13屆Soompi韓流頒獎禮                 | Actress of the Year                           | 《王在相愛》             | 獲獎 | [ 270 ]                |
| 2018年 | KOPA & Nikon Press Photo Awards 2018   | 最上鏡獎                                      | 不適用                   | 獲獎 | [ 271 ]                |
| 2018年 | 2018 MTN放送廣告慶典                   | 廣告女明星獎                                  | 不適用                   | 獲獎 | [ 272 ]                |
| 2018年 | 第13屆大韓民國大學生電影節             | 最佳女主角                                    | 《機密同盟 》            | 獲獎 |                        |
| 2018年 | Cosmo Beauty Awards 2018               | Beauty Icon of the Year                       | 不適用                   | 獲獎 |                        |
| 2018年 | 第3屆Asia Artist Awards                | Asia TREND 獎                                 | 不適用                   | 獲獎 | [ 273 ]                |
| 2019年 | 《瑪麗嘉兒》 亞洲明星大獎 2019         | Face of Asia Award                            | 不適用                   | 獲獎 |                        |
| 2019年 | 第28屆釜日電影獎                       | 人氣獎                                        | 《極限逃生》             | 獲獎 |                        |
| 2019年 | 第40屆青龍電影獎                       | 人氣明星獎                                    | 《極限逃生》             | 獲獎 | [ 158 ]                |
| 2019年 | 第40屆青龍電影獎                       | 最佳女主角                                    | 《極限逃生》             | 提名 | [ 159 ]                |
| 2019年 | 第4届donga.com's pick                  | Charms without Exit, acting with no loopholes | 《極限逃生》             | 獲獎 |                        |
| 2019年 | 第4屆Asia Artist Awards                | Best Artist獎                                 | 不適用                   | 獲獎 |                        |
| 2019年 | 第4屆Asia Artist Awards                | Best Social Artist獎                          | 不適用                   | 獲獎 |                        |
| 2019年 | 2019時尚COSMO美麗盛典                  | 傳承夢想年度人物獎                            | 不適用                   | 獲獎 |                        |
| 2019年 | 第4屆澳門國際影展暨頒獎典禮            | 美國綜藝雜誌－跨越亞洲：明日之星              | 不適用                   | 獲獎 | [ 15 ]                 |
| 2019年 | 第20屆年度女性電影人獎                 | 最佳新人演技獎                                | 《極限逃生》             | 獲獎 | [ 162 ] [ 274 ]        |
| 2019年 | 第18屆Korea First Brand Awards         | 電影部門女演員獎                              | 《極限逃生》             | 獲獎 | [ 275 ]                |
| 2020年 | 第25屆春史電影獎                       | 最佳女主角                                    | 《極限逃生》             | 提名 |                        |
| 2020年 | 2020年品牌忠誠度大賞                   | 女性廣告代言人獎                              | 不適用                   | 獲獎 | [ 276 ]                |
| 2020年 | 2020年品牌忠誠度大賞                   | 女藝人獎                                      | 不適用                   | 獲獎 | [ 276 ]                |
| 2021年 | 第40屆黃金攝影賞                       | 女子部門－人氣獎                              | 《極限逃生》             | 獲獎 | [ 173 ]                |
| 2021年 | 微博星耀盛典2020                       | 星耀名人堂（韓國）                            | 不適用                   | 獲獎 |                        |
| 2021年 | 第42屆青龍電影獎                       | 最佳女主角                                    | 《奇蹟：給總統的一封信》 | 提名 | [ 277 ]                |
| 2021年 | 第42屆青龍電影獎                       | 人氣明星獎                                    | 《奇蹟：給總統的一封信》 | 獲獎 | [ 278 ]                |
| 2022年 | 第58屆百想藝術大獎                     | 電影部門 女子最優秀演技獎                     | 《奇蹟：給總統的一封信》 | 提名 | [ 279 ]                |
| 2022年 | 第1屆牙山忠武公國際動作電影節          | 最佳女主角                                    | 《極限逃生》             | 獲獎 |                        |
| 2022年 | 第58屆大鐘獎                           | 最佳女配角                                    | 《機密同盟2 》           | 獲獎 |                        |
| 2022年 | 第43屆青龍電影獎                       | 最佳女主角                                    | 《機密同盟2 》           | 提名 |                        |
| 2022年 | 第43屆青龍電影獎                       | 人氣明星獎                                    | 《機密同盟2 》           | 獲獎 |                        |
| 2022年 | 第21屆Korea First Brand Awards         | 電視劇部門女演員獎                            | 《黑話律師》             | 獲獎 |                        |
| 2022年 | 2022 MBC演技大獎                       | 最佳情侶獎（與李鐘奭）                        | 《黑話律師》             | 獲獎 |                        |
| 2022年 | 2022 MBC演技大獎                       | 迷你劇部門 女子最優秀演技獎                   | 《黑話律師》             | 獲獎 |                        |
| 2023年 | 第36屆華鼎獎                           | 全球最受歡迎女演員                            | 《黑話律師》             | 提名 |                        |
| 2023年 | Fundex Award 2023                      | Best of TV Drama Actress                      | 《歡迎來到王之國》       | 獲獎 |                        |
| 2023年 | 第28屆消費者節KCA文化演藝頒獎典禮      | 年度演员奖                                    | 《歡迎來到王之國》       | 獲獎 |                        |
| 2023年 | 第九屆APAN Star Awards                 | 中篇劇 － 女子最優秀演技獎                    | 《歡迎來到王之國》       | 提名 |                        |
| 2023年 | 第九屆APAN Star Awards                 | 人氣女演員獎                                  | 《歡迎來到王之國》       | 獲獎 |                        |
| 2023年 | 第九屆APAN Star Awards                 | 最佳情侶獎（與李俊昊）                        | 《歡迎來到王之國》       | 獲獎 |                        |
| 2024年 | 8th MNC Drama Awards 2023              | 最佳情侶獎（與李俊昊）                        | 《歡迎來到王之國》       | 獲獎 | [ 280 ]                |

### 主要音樂節目榜單排名
| 主打歌曲成績                                                                  | 主打歌曲成績          | 主打歌曲成績        | 主打歌曲成績           | 主打歌曲成績     | 主打歌曲成績         | 主打歌曲成績                | 主打歌曲成績 | 主打歌曲成績             |
| ----------------------------------------------------------------------------- | --------------------- | ------------------- | ---------------------- | ---------------- | -------------------- | --------------------------- | ------------ | ------------------------ |
| 歌曲                                                                          | Mnet 《M! Countdown》 | KBS2 《Music Bank》 | MBC 《Show! 音樂中心》 | SBS 《人氣歌謠》 | SBS MTV 《THE SHOW》 | MBC MUSIC 《Show Champion》 | 單曲獲冠次數 | 備註                     |
| 2016年                                                                        |                       |                     |                        |                  |                      |                             |              |                          |
| 德壽宮石牆路的春天                                                            | /                     | 18                  |                        | 9                | /                    | 19                          | /            | 純推出單曲，沒有打歌宣傳 |
| \| - 「/」表示未有相關資料 - 「*」：打榜中 - 「 」：該段時期未有設立排行榜 \| |                       |                     |                        |                  |                      |                             |              |                          |
| - 「/」表示未有相關資料 - 「*」：打榜中 - 「 」：該段時期未有設立排行榜       |                       |                     |                        |                  |                      |                             |              |                          |

## 外部連結
| 個人帳號 - 潤娥的Instagram帳戶 - 潤娥的新浪微博 | 官方帳號 - 潤娥的SM娛樂官方主頁（） - 潤娥的Instagram帳戶 - YouTube上的潤娥頻道 |